# Benalmádena
Benalmádena es un municipio de la provincia de Málaga, en Andalucía. Está situado en la Costa del Sol, a unos 16 kilómetros al suroeste de la capital provincial. Forma parte del área metropolitana de Málaga, la comarca de la Costa del Sol Occidental, la mancomunidad de municipios del mismo nombre y del partido judicial de Torremolinos.
Limita con Torremolinos en el noroeste, Alhaurín de la Torre en el norte, Mijas y Fuengirola en el este y el mar Mediterráneo en el sur. Su término municipal ocupa una superficie de algo más de 27 km², que se extienden desde las cumbres de la sierra de Mijas hasta el mar, cayendo en algunos puntos en forma de acantilado. El territorio está atravesado en sentido este-oeste por la autopista A-7, que lo comunica con la capital provincial y otros núcleos del litoral mediterráneo. Por la costa discurre la alternativa por vía convencional, la carretera N-340. 
Con 75 801 habitantes según el INE en 2023, Benalmádena es el séptimo municipio más poblado de la provincia y el segundo del área metropolitana, solo por detrás de Málaga y por delante de ciudades como Torremolinos, Alhaurín de la Torre o Rincón de la Victoria. La población se concentra en tres núcleos principales: Benalmádena Pueblo, Arroyo de la Miel y Benalmádena Costa, aunque el elevado crecimiento urbanístico y demográfico tiende a unificar los tres núcleos. Cuenta con un presupuesto de 95 975 386,90 € (2017).
Poblado desde tiempos prehistóricos, Benalmádena experimenta un notable desarrollo durante la época de la dominación musulmana, desarrollo que sería paralizado tras su incorporación a la Corona de Castilla en 1485, debido a varios desastres naturales y a la intensidad de la actividad de los corsarios en la zona. La industria del papel y el cultivo de la viña reactivarían la economía del lugar durante los siglos XVIII y XIX, pero el mayor auge demográfico de su historia vendría propiciado por el turismo a partir de la segunda mitad del siglo XX.
En la actualidad, Benalmádena es uno de los principales destinos turísticos de la Costa del Sol, notable por sus establecimientos de ocio, que incluyen un parque de atracciones, dos acuarios, un casino, un teleférico y uno de los mayores puertos deportivos de Andalucía.

## Geografía
El término municipal de Benalmádena se sitúa en la franja costera entre el extremo oriental de la sierra de Mijas y el mar de Alborán, a poco más de 100 kilómetros del estrecho de Gibraltar. Presenta un carácter montañoso atravesado por arroyos y torrentes que, junto al mar, condiciona su geografía. Las cotas más elevadas son el Cerro del Castillejo, de 972 m s. n. m., el Cerro del Moro, de 961 m s. n. m. y el monte Calamorro, de 771 metros. El centro urbano se encuentra a 26 metros sobre el nivel del mar.  
Linda con los municipios de Torremolinos al noreste, con Alhaurín de la Torre al norte, con Mijas y Fuengirola al oeste; y con el mar Mediterráneo al sur.
| Noroeste: Mijas y Alhaurín de la Torre | Norte: Alhaurín de la Torre | Noreste: Torremolinos                 |
| Oeste: Mijas y Fuengirola              |                             | Este: Torremolinos y Mar Mediterráneo |
| Suroeste Fuengirola                    | Sur: Mar Mediterráneo       | Sureste: Mar Mediterráneo             |

### Núcleos urbanos
La población benalmadense se encuentra distribuida en torno a los tres principales núcleos urbanos o distritos distinguidos en el término municipal, si bien, el desarrollo urbanístico y el aumento demográfico han provocado que en el perfil urbano benalmadense sea cada vez más difícil distinguir los límites entre los distintos núcleos urbanos del municipio, así como con los municipios colindantes:
Benalmádena Pueblo

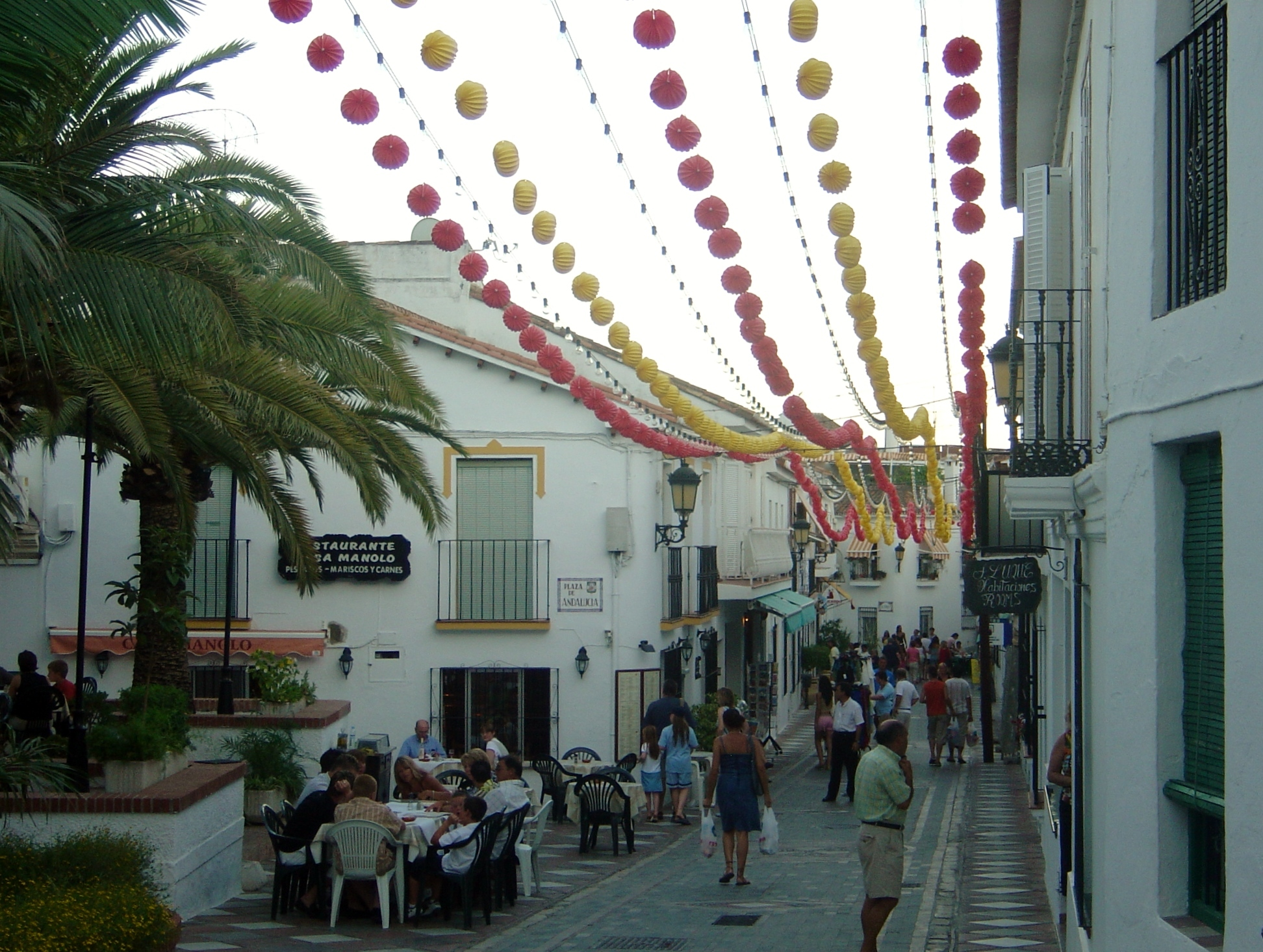
Benalmádena Pueblo conserva el entramado urbano de los pueblos malagueños

Benalmádena Pueblo es como se denomina a la antigua villa, cuyos orígenes se remontan al período de presencia musulmana en la zona, cuando se construyó una villa amurallada y una fortaleza. Se asienta en la zona oriental y sobre la ladera del Pico Mijas. Conocido simplemente como «El Pueblo», guarda la estética de los pueblos blancos del Mediterráneo andaluz y alberga las dependencias centrales del Ayuntamiento.
Arroyo de la Miel
Arroyo de la Miel es la zona intermedia a la costa y la sierra. Es también conocido simplemente como «El Arroyo». Este núcleo urbano nació en torno a un cortijo donde en el siglo XVIII se construyeron seis fábricas de papel para la elaboración de naipes y diversas instalaciones agropecuarias. El motivo de su nombre se debe a la abundancia de panales que existían, ya desde los primeros años de repoblación cristiana tras su reconquista en una zona caracterizada por sus colinas y surcada por arroyos y torrentes. Su mayor desarrollo urbano se produjo a partir de la construcción del ferrocarril de la costa, que une las poblaciones de Fuengirola y Málaga capital. El boom turístico en la década de 1960 ha condicionado su auge demográfico y la transformación de los cortijos de Arroyo de la Miel en el distrito de mayor tamaño y población.
Benalmádena Costa
La zona costera de Benalmádena se conoce con este nombre, «La Costa», y concentra el grueso de los establecimientos hoteleros. Está vertebrada por la antigua carretera de Cádiz (convertida hoy en la avenida de Antonio Machado y avenida del Sol) que discurre en paralelo a las playas. Aquí encontramos el puerto deportivo de Benalmádena y el paseo marítimo que cruza el municipio desde los límites con los municipios colindantes.

### Clima
El clima es típicamente mediterráneo, con temperaturas suaves durante todo el año, ausencia de heladas en los meses fríos y una media anual de 19 °C. Su clima privilegiado y su situación en el litoral meridional europeo constituyen dos importantes factores para que la industria turística sea el principal sector económico del municipio. 

### Flora y fauna
Benalmádena es un municipio muy urbanizado por lo que a excepción de las zonas más altas de la sierra y las zonas cercanas a los arroyos, los espacios naturales son reducidos. En la montaña se dan especies típicas del Mediterráneo, como la zahareña, la jara, el tomillo, el romero, el lirio y la mejorana así como la cornicabra, el enebro y árboles como el pino piñonero, el algarrobo y el acebuche. Cerca de los arroyos benalmadenses, por donde discurren pequeños senderos, se puede encontrar una flora, además de las ya mencionadas, como la salvia, enormes árboles de eucalipto,árboles de pimienta, árboles de higuera o hinojo
La fauna está representada por la cabra montés y la jineta, además de reptiles de varias especies, águilas, cernícalos y el búho real. También se han avistado cetáceos y otras especies marinas en el litoral.

## Topónimo

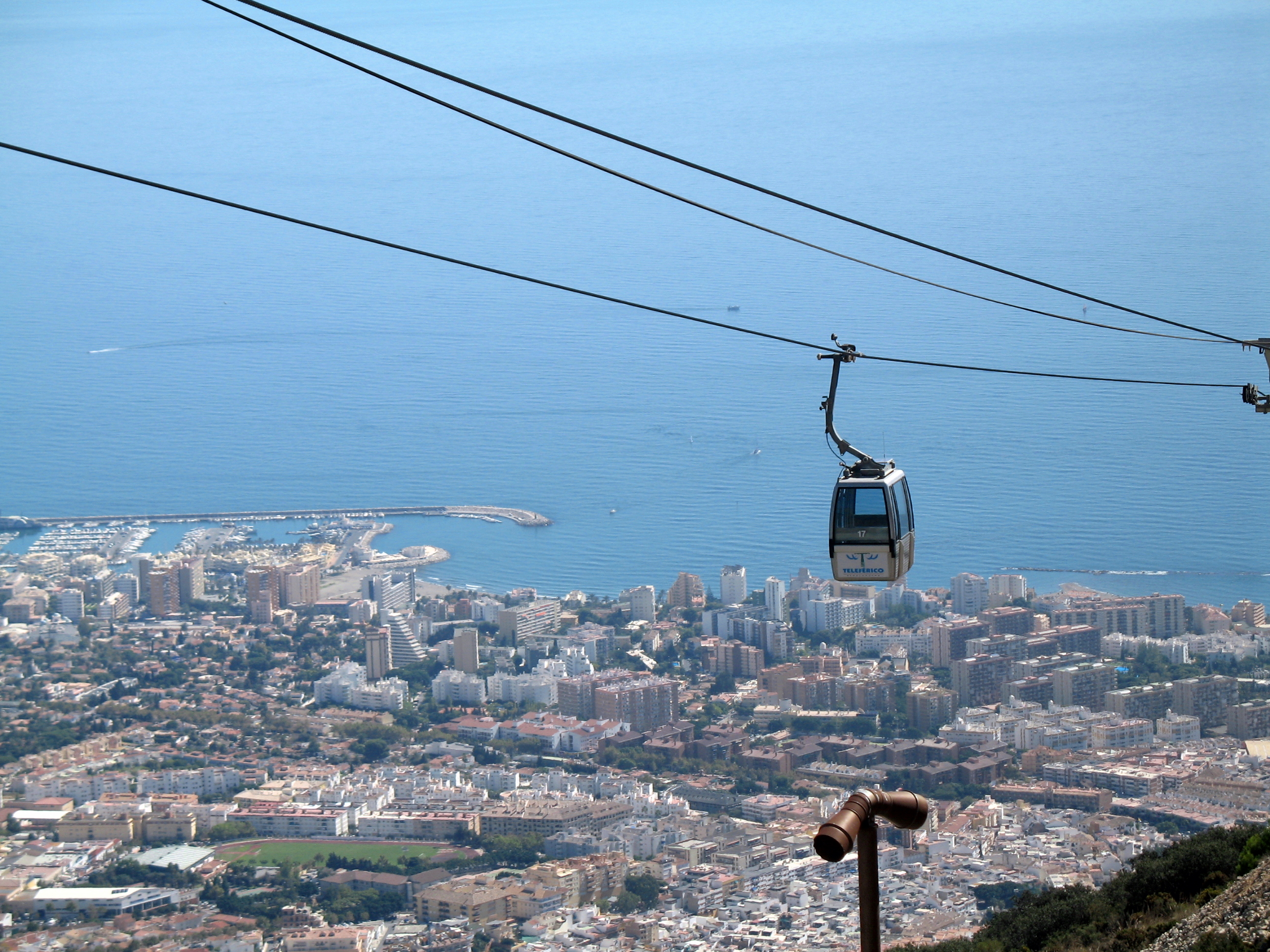
Descenso en teleférico desde la cumbre del monte Calamorro

Varios autores han expuesto teorías sobre el origen del nombre del municipio, pero ninguna ha podido ser demostrada como verdadera. Los primeros documentos donde aparecen referencias a Benalmádena datan del siglo XV en el contexto de las luchas de reconquista de la Corona de Castilla frente al Reino nazarí de Granada.
La hipótesis en la que más historiadores coinciden es la que relaciona el topónimo árabe de Ibn al-ma'din con 'hijos de las minas' por la existencia de yacimientos de hierro y ocre de la zona. Otra teoría, también relacionada con la actividad minera, afirma que la denominación actual de Benalmádena procede de la palabra árabe Bina al-ma'din, cuya traducción al castellano sería 'la construcción o edificio de la mina'.
Entre las teorías con menor acepción encontramos las que afirman que el nombre original del lugar significa 'población entre manantiales', cuya voz árabe sería Bena-A La Ena. Por otro lado, se cree que el posible nombre Bina al-Madina podría hacer referencia a 'la hacienda de la familia al-Madina' que, según datos históricos, era una acaudalada familia de la Málaga musulmana que podría haber poseído terrenos en la zona. Por último se ha sugerido que el nombre del municipio hace mención a un linaje árabe donde Ben al-Madana querría referirse a 'el linaje de los Madana'. Quizás la más extraña es la que transcribimos; Besm Alahena que unidas se convierte en Besmalahena.

## Historia

### Prehistoria
Paleolítico

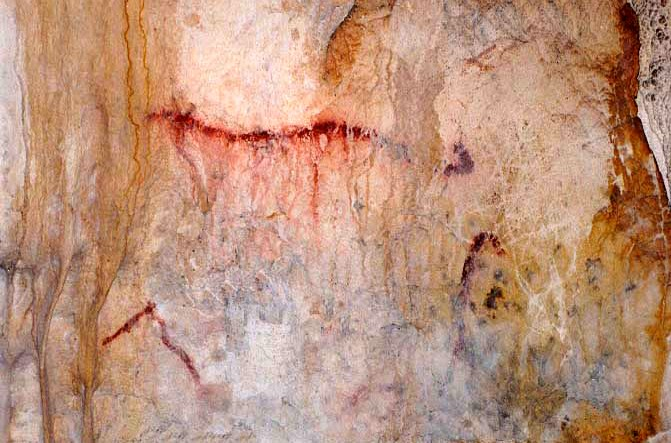
Pintura de bóvido acéfalo. Cueva del Toro

Los primeros pobladores de Benalmádena de los que se tienen datos, podemos situarlos en torno al período Solutrense del Paleolítico Superior, hace aproximadamente 18 000 años. Durante este periodo, tuvo lugar una auténtica explosión de asentamientos a lo largo de todo el arco calizo mediterráneo andaluz, y en ocasiones, hacia zonas del interior. No obstante, las recientes investigaciones efectuadas en la Cueva del Bajondillo (Torremolinos, Málaga), documentan los primeros momentos de ocupación de esta Cueva en el período Solutrense del Paleolítico Medio. Teniendo como referente esta información, podría especularse una cronología anterior para los primeros pobladores de Benalmádena si tenemos en consideración la propuesta de algunos investigadores acerca de la relación entre los diferentes hábitats de cazadores-recolectores de la costa. Al margen de estas reflexiones más que viables, se tienen suficientes elementos de juicio para fechar las primeras manifestaciones artísticas en Benalmádena en el Solutrense. De este período se tiene documentado la Cueva del Toro, santuario con pinturas rupestres localizado en el Calamorro. El Solutrense de los momentos iniciales es frío; la vegetación predominante era la artemisia, el quercus y el pino (pinus halepensis). En los últimos momentos de este período, el clima se va suavizando, momento en el que se produce la máxima expansión de grupos humanos por la bahía de Málaga. El Homo Sapiens Sapiens del Solutrense era depredador, se dedicaba a la caza y a la recolección con una economía basada en la subsistencia.
Epipaleolítico
Con la llegada del noveno milenio, se culmina un proceso de cambios iniciados en el Paleolítico. Es probable que la Cueva del Toro tuviera una perduración hasta el Epipaleolítico, presentando así una secuencia similar al del resto de la cuevas del litoral malagueño. Este período de la prehistoria estaría caracterizado por el desarrollo de la industria lítica  microlaminar que hunde sus raíces en el Magdaleniense. Desde el Paleolítico Superior se va gestando un cambio en la organización social favorecido por los importantes cambios climáticos, que van aumentando las temperaturas y transformando el paisaje, favoreciendo la expansión de los bosques y una mayor variedad en la flora y fauna. El sistema económico de estas comunidades sigue siendo la depredación, basado en la caza y la recolección, la pesca y el marisqueo. En torno al V milenio se va anunciando un nuevo período, el neolítico, caracterizado por unas comunidades más complejas.
Neolítico

Olla globular con asa pitorro. Cueva de los Botijos

Con la llegada del neolítico se observa un cambio sustancial en el poblamiento de todas las zonas litorales y prelitorales de la provincia de Málaga. Se produce un aumento de los pobladores, hecho que se traduce en un incremento del número de asentamientos preferentemente  cavernícolas, tanto como hábitat, como para el desarrollo de actividades funerarias. En Benalmádena, la preferencia de este tipo de hábitat es debido tanto a la tradición como a las facilidades que ofrece la litología calcárea de la Serrezuela que favorece la formación de  cuevas. Durante este período, se observa aún una dependencia de la depredación del medio, fundamentalmente dirigida al marisqueo y a la pesca. La actividad cinegética continúa, aunque no parece ocupar un papel fundamental, observándose un aumento considerable de la ganadería y la agricultura. De las dimensiones, número y distribución de los yacimientos neolíticos se determina la existencia de una serie de pequeños núcleos familiares no muy numerosos y unidos por  líneas de parentesco. 
El ajuar de estos pobladores es el de los grupos conocidos como «Cultura de las Cuevas con Cerámica Decorada de Andalucía Oriental». La industria lítica documentada, es exclusivamente laminar y conduce a la facies  calcolítica que le sigue. En cuanto al material cerámico, abundan las formas típicas de saco y recipientes globulares propios para el almacenamiento y el consumo. El neolítico en Benalmádena estaría representado por varias estaciones en cueva; aunque no habría que descartar los asentamientos al aire libre como se han observado en áreas vecinas. Entre los yacimientos más representativos de Benalmádena, se encuentran la Cueva de los Botijos, la Cueva de la Zorrera y la Cueva del Sahara.

### Edad Antigua
Época prerromana
A partir del año 1000 a. C. las comunidades asentadas en todo el litoral malagueño, presentaban unos estilos de vida muy similares a los de la Edad del Cobre. Sin embargo, a partir de estos momentos, los pobladores comienzan a tener cierta predilección por ocupar lugares cercanos a los valles de los arroyos. Para los primeros momentos del primer milenio, no se tienen datos acerca del poblamiento en la zona de Benalmádena, pero sí de momentos algo posteriores. 
De aproximadamente los siglos siglo IX a. C.-siglo VIII a. C., se localiza en la margen izquierda del Arroyo de la Miel, un poblado conocido como Cerro de la Era; sin lugar a dudas se trata de un yacimiento cuyo estudio ha sido primordial para el conocimiento de este sector del litoral malagueño en época prerromana. Su economía presenta evidencias del aprovechamiento de los recursos agrícolas. Estos pobladores pudieron proceder de grupos establecidos en las inmediaciones en época anterior, que a su vez gravitaban en torno a lo que las fuentes clásicas denominan Tartessos, formación social que tenía su eje en las inmediaciones del Guadalquivir y que conformaban ya una cierta unidad cultural. Probablemente, debían presentar estructuras jerarquizadas y diferenciación social.
A partir del siglo VIII a. C., en el litoral de las tierras andaluzas se va a producir la instalación estable de colonos fenicios, procedentes de la ciudad de Tiro en la Bahía de Cádiz y en el área oriental de la provincia de Málaga. Estos pobladores tenían importantes intereses comerciales y se establecieron en la costa a través de pactos con las comunidades indígenas para poder ocupar el territorio, hecho que motivará una fusión de elementos culturales entre ambas comunidades conocido como período orientalizante. Precisamente esta circunstancia se ha podido constatar en las viviendas indígenas con influencias fenicias del poblado de la Era de Benalmádena, y cuyo paralelo más cercano se sitúa en el poblado fenicio de Cerro del Villar, junto a la desembocadura del río Guadalhorce. 
A partir del siglo Va. C. se observa una reestructuración en el litoral occidental, igualmente ejemplificados a través del poblado de la Era, donde se abandonan definitivamente las antiguas viviendas y se construyen otras nuevas. En los momentos precedentes a la conquista romana se mantienen los asentamientos en zonas más o menos elevadas y estratégicas desde el punto de vista defensivo como podemos corroborar en los poblados del Cerro de la Era y Cerro de Capellanía.
Época romana

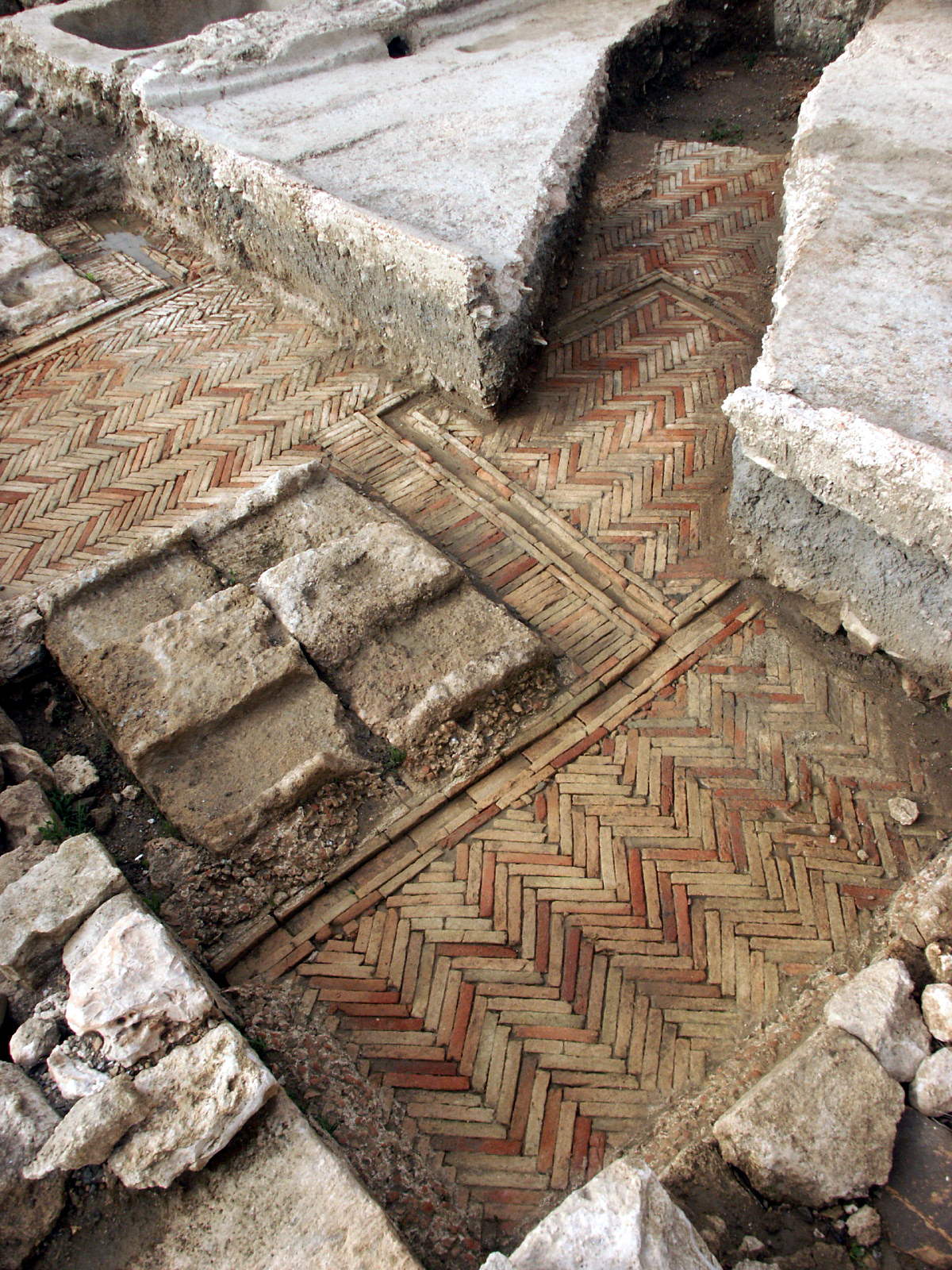
Torcularium para producción de aceite. Los Molinillos

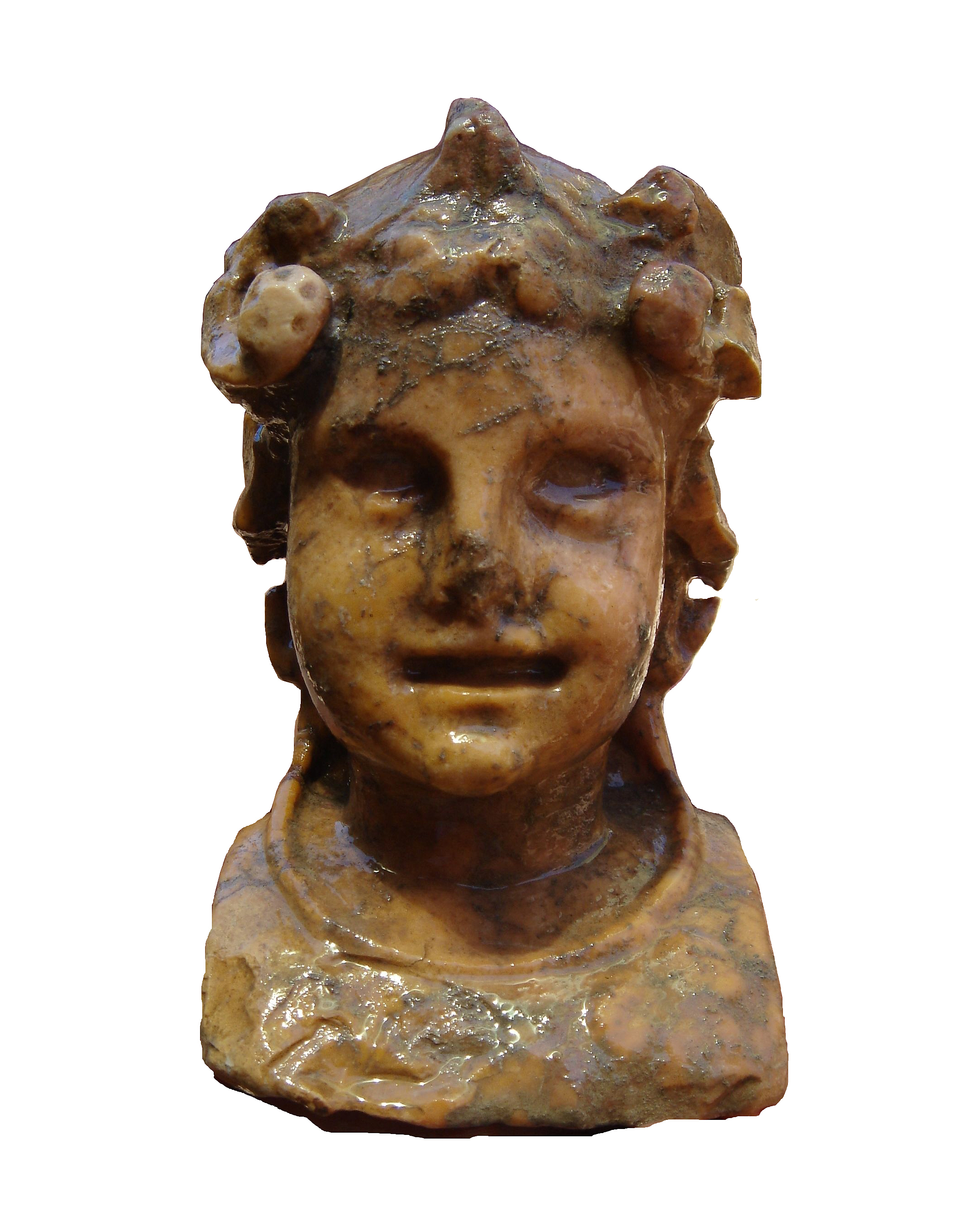
Herma de mármol. Los Molinillos

Tras la conquista romana se producirán una serie de transformaciones políticas, sociales y económicas que incidirán en los modos de vida. A través de los restos arqueológicos no se han constatado niveles de destrucción de los poblados existentes, por lo que se infiere que la conquista no se produce con importantes acciones militares sino más bien con signos de plena integración. Con la caída de la República e inicios del Imperio se implanta definitivamente el sistema de villae como modelo de explotación de todo tipo de recursos, entre los que se encuentran especialmente las cetariae o fábricas de salazones. Benalmádena gozaba entonces de unas condiciones muy apropiadas para el desarrollo de las actividades generadas del aprovechamiento de los recursos marinos.
Los últimos descubrimientos refuerzan la teoría del importante papel que tuvo la costa en la explotación de sus riquezas pesqueras durante la época romana. Estas explotaciones industriales vinculadas a villas residenciales, habitadas por importantes propietarios, siguen el modelo de las villae a mare de la península itálica. 
Para el desarrollo de estas actividades industriales fueron necesarias otras actividades complementarias, como la fabricación de los envases contenedores, fundamentalmente ánforas.

### Edad Media

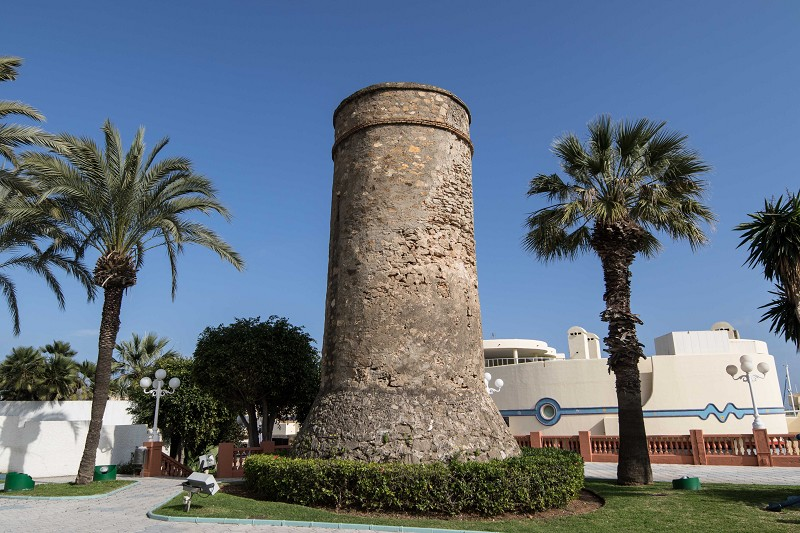
Torre Bermeja, torre vigía de época nazarí

Tras la expulsión de los bizantinos en el siglo VII, no se vuelve a tener noticias del poblamiento en Benalmádena hasta época nazarí. El hecho de que las fuentes escritas no hagan alusión a Benalmádena, no implica necesariamente su inexistencia, sino más bien la escasa importancia que tenía en el contexto general de al-Ándalus. Habrá que esperar al siglo XV para que sea mencionada por las fuentes cristianas.
Se tiene constancia que Benalmádena, fue abundante en hierro por lo que constituye un referente importante sobre la presencia de la minería en esta zona. En este sentido, se podría intuir que la población se ubicara, desde época emiral en torno a dos focos principales: uno en las inmediaciones de las minas y otro en las zonas más aptas para la explotación agrícola en la zona de Arroyo Casablanca. La inexistencia de referencias acerca de la extracción del mineral hace suponer que esta actividad dejó de realizarse por causas aún desconocidas para centrarse fundamentalmente en la agricultura. Así mismo, cobra importancia como lugar estratégico y función de vigía y guarda de la costa en el paso entre Málaga y Mijas.

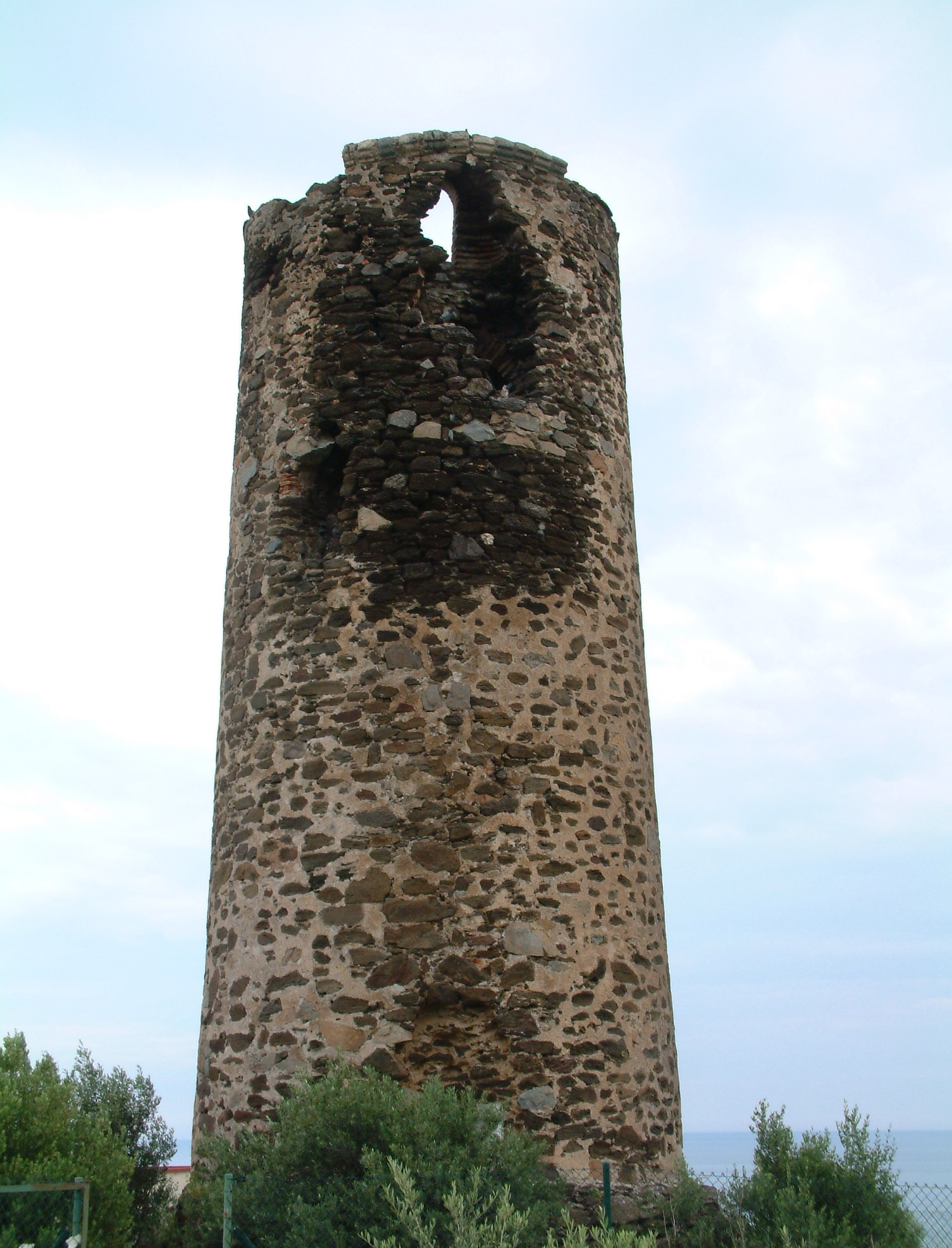
Torre Quebrada, torre vigía de época nazarí

En definitiva, como se menciona en los repartimientos, la agricultura tuvo un papel importante en la economía; tuvieron importancia los almendros, los granados, los olivos, las moreras, algarrobales, alcornocales, higueras, albahacas, vides, palmas y colmenares para producción de miel. 
Gracias a las fuentes documentales se sabe que la fortaleza estaría ubicada en la actual zona de la Ermita su almacenamiento y transporte. Dentro de estos parámetros de carácter económico y siguiendo unos patrones de asentamiento muy precisos, se localizan las villae de Torremuelle, Benalroma y los Molinillos.
Considerando los itinerarios de las fuentes clásicas, la Benalmádena romana quedaría emplazada entre Malaca y Suel. De las interpretaciones que se desprenden de los análisis de estos yacimientos, podrían ponerse en relación las actividades económicas aquí desarrolladas con las implantadas en cercanos yacimientos costeros de Torreblanca del Sol y El Secretario en Fuengirola.
A partir del siglo III se acentuará en todo el territorio ocupado por el Imperio Romano una crisis en el sistema de producción que tendrá una especial trascendencia en el ámbito económico; en este contexto, aunque en menor escala, en Benalmádena, continuarán desarrollándose actividades industriales hasta finales del siglo V; no obstante, esta situación de crisis no viene determinada por el cese de las actividades industriales, sino más bien por una transformación en los modo de vida, ahora mucho más sobrios, atestiguado por las características de los restos arqueológicos de estos momentos.
Entre los siglos VI y VII, la franja costera entre Cádiz y Cartagena pasa a formar parte del imperio bizantino, de la que la ciudad de Málaga era el núcleo más importante de la costa malagueña. Los bizantinos son expulsados por los visigodos a principios del siglo VII, produciéndose un abandono generalizado de los asentamientos costeros a favor de los enclaves interiores; hecho que queda sobradamente constatado en Benalmádena con el despoblamiento y abandono de los enclaves costeros en época tardo-antigua. y los Jardines del Muro; un enclave privilegiado y estratégico que domina visualmente toda la costa.
Los caminos de Málaga y Mijas serían las vías principales desde la villa, aunque también existían otros caminos como el que llevaba hasta Fuengirola y el mar. Tras la reconquista, Benalmádena estaba constituida por casas que fueron repartidas entre los repobladores; la calle principal sería la calle Real o calle Mayor que longitudinalmente atravesaba la villa hacia la fortaleza. La mezquita era de pequeño tamaño y estaba adosada a la muralla; fue donada en los Repartimientos a Bartolomé Gonçales el Amo; esta mezquita no fue reutilizada como iglesia, sino que se construyó una de nueva planta; hecho poco frecuente, ya que habitualmente se solía construir el templo cristiano sobre la mezquita como gesto triunfal sobre el islam. «El cementerio debía estar fuera del recinto amurallado junto a una de las puertas posiblemente la situada al sudeste de la misma, en los márgenes de uno de los caminos que partían de la villa». Al norte de la villa, se situaba el ejido, donde solían establecerse las eras y los ganados.
Aldea Vieja, es una zona ubicada en el curso alto de Arroyo Casablanca que abarca un amplio período cronológico, desde la época emiral hasta la nazarí, coincidiendo al menos con las referencias documentales de los últimos momentos de ocupación: fue entregada a la vecindad y «podría tratarse de un asentamiento donde existiría una población mudéjar, dependiente administrativamente de Benalmádena, a la que se le permitiría permanecer en sus hogares para poner en explotación distintas tierras sin cultivar». Este hecho sería factible ya que, cuando Fernando el Católico conquista Fuengirola «dejó los moros allí por mudéjares en sus faciendas».
A finales del siglo XII nace en la provincia de Málaga Ibn al-Baitar, (se especula que nace en Benalmádena) uno de los más importantes botánicos y farmacólogos de la Edad Media.

### Edad Moderna
En el año 1456, el ejército del rey Enrique IV de Castilla  parte desde Antequera y llega a los puertos de Málaga. Desde ella continúa con su campaña destruyendo todo lo que encuentra a su paso. Durante el trayecto, incendian y asuelan la villa de Benalmádena que queda desamparada; los moros se refugian en la Sierra; pero una vez pasado este vendaval de los cristianos, los moros vuelven al lugar y reconstruyen la villa, sus casas, acequias y pozos.
No se vuelve a tener noticias de Benalmádena hasta la primavera de 1485, cuando una vez conquistada Marbella, y en el trayecto de nuevo hacia Málaga, se produce una nueva destrucción de la villa a manos del rey Fernando II de Aragón, quién ordena derribar la fortaleza de Benalmádena debido al peligro que entrañaba la villa. Según fuentes indirectas, el pueblo quedó totalmente arrasado y yermo; y, parte de la población musulmana tiene que huir a Málaga. 

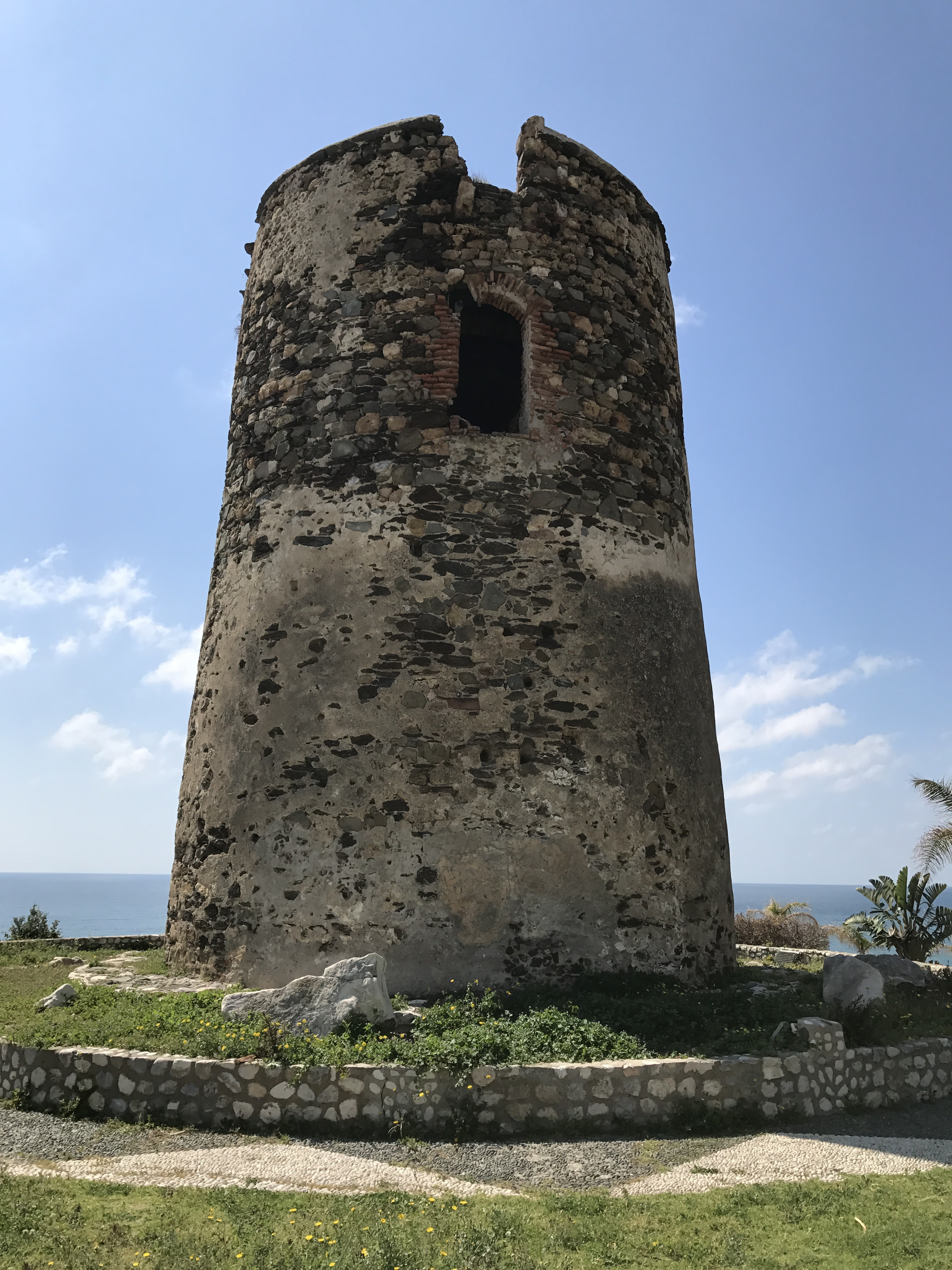
Torre del Muelle. Torre vigía del

Benalmádena, queda desierta y despoblada durante varios años. El rey Fernando inicia así la labor repobladora; en 1491 encarga al escribano Alonso Palmero su repoblación con treinta cristianos viejos y sus familias, de los que él mismo será el alcaide bajo ciertas condiciones, entre las que se incluía la defensa de la villa y la reparación del castillo caído así como la construcción de nuevos elementos como torreones, puertas y adarves para el castillo.  La repoblación no se llevará a cabo de manera fructífera hasta la intervención del Secretario Real Hernando de Zafra, encargado de hacer un nuevo reclutamiento. 
La situación de inestabilidad motivadas por las incursiones de musulmanes y piratas a través de las calas abrigadas que facilitaban el desembarco y causaban la inseguridad de la población, fue constante durante el reinado de Carlos I, y se prolongaría, aunque en menor medida, durante todo el siglo XVI. Para evitar estas incursiones por la costa, los reyes organizan el sistema de defensa. Para ello se reparan las torres vigías existentes, Torre Bermeja y Torre Quebrada, que formaron parte de la defensa del reino nazarí y se construye otra nueva, Torre del Muelle. La función principal de estas torres consistía en dar aviso ante la presencia de las incursiones enemigas por la costa para que las guarniciones de Fuengirola, Mijas y Málaga acudieran para evitarlas. 
La repoblación durante el reinado de Carlos I no fue tarea fácil, sin embargo, a partir de 1560 los ataques berberiscos irán decreciendo y la vida de los benalmadenses se irá normalizando; se intensificará el comercio y se sembrarán los campos sin temor a ser capturados por los enemigos. 
En el siglo XVII la provincia de Málaga, sufrió epidemias, sequías, y calamidades como un maremoto, un terremoto (1680), así como el cierre del puerto a los barcos ingleses (1673) que paralizó la venta de productos agrícolas de exportación. No obstante, todas estas dificultades que hicieron estragos en la población y las cosechas, pusieron a prueba la capacidad de resistencia de Benalmádena, que continuó con una economía de base agraria. En el tercer cuarto del [siglo XVII, la economía benalmadense irá creciendo lentamente con la expansión de la vitivinicultura (sobre todo de la pasa), los higos, los almendros y la batata.
Durante este siglo, cobró gran protagonismo la familia Zurita Zambrana, propietaria del cortijo de Arroyo de la Miel que fue adquirido en una venta mediante censo por el obispado malagueño. 
En la segunda mitad del siglo XVIII, los hermanos Gálvez se afanan en elevar la industria, la agricultura y el comercio de Málaga. Con la aprobación del rey Carlos III, consiguen la instalación de una Real Fábrica de naipes en Macharaviaya, su pueblo natal. Un especialista genovés, Félix Solesio, se asentará en Arroyo de la Miel, lugar propicio por sus manantiales para la instalación de molinos para fabricación de papel necesaria para la Real Fábrica de naipes, que tendrá como destino el mercado con América. Actualmente quedan en pie algunos restos de este complejo papelero en el denominado edificio la Tribuna, situado junto a la Plaza de España, en el mismo centro de Arroyo de la Miel.

### Edad Contemporánea

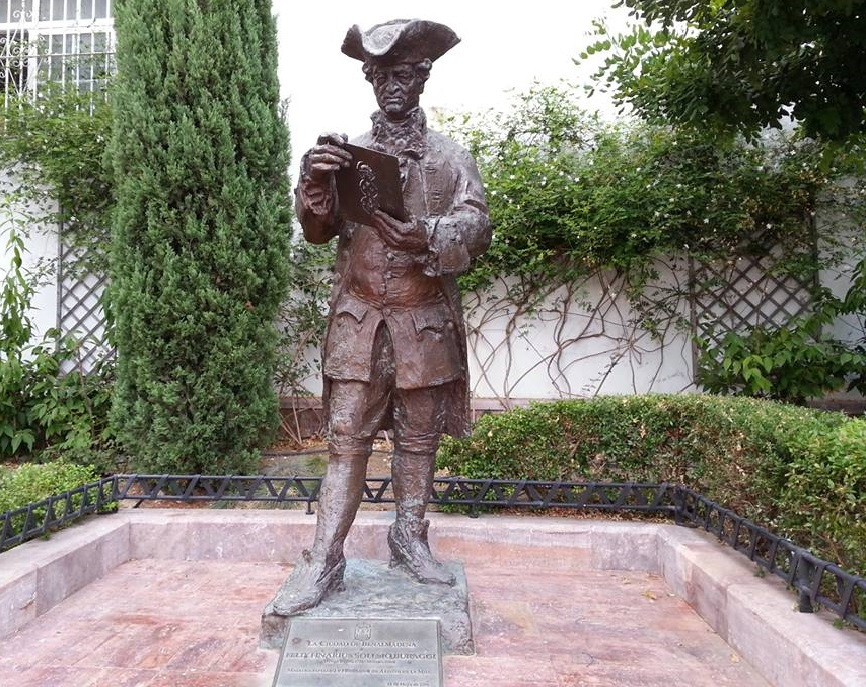
Monumento a Félix Solesio, fundador de Arroyo de la Miel

En el siglo XIX se vislumbra un despegue de la actividad económica de Benalmádena, no sólo en el sector agrario, sino además en el sector industrial, especialmente en la fabricación de papel, que tuvo una importante repercusión en los cambios de mentalidad colectiva. A partir de entonces, aumentan las transacciones y la venta de propiedades para liquidar préstamos solicitados para la consecución de medios de vida distintos como la apertura de establecimientos de toda clase de géneros. 
Se tiene constancia de varios batanes de papel de estraza y molinos harineros que podrán arrendarse. La actividad de estos molinos y el aumento de la superficie de tierras para riego como consecuencia de una mayor demanda de productos agrícolas disminuyen considerablemente las posibilidades de agua, hecho que provocan enfrentamientos ente fabricantes y agricultores e incluso entre ellos mismos. La industria papelera se desarrolla paralelamente en la provincia de Málaga. Las fábricas de Solesio en Arroyo de la Miel consiguen funcionar durante más tiempo. El viajero inglés William Jacob en 1809 describe la riqueza y belleza de Benalmádena con un arroyo que mueve molinos harineros y papeleros. Sin embargo, Madoz, en 1840 describe Arroyo de la Miel como un lugar ruinoso con fábricas de papel casi irreversibles por falta de agua y en parte abandonadas por las hipotecas de consideración.
Los vecinos de Benalmádena con posibilidades económicas, no dudan en invertir en actividades industriales con la intención de rentabilizarlas. En este sentido, la villa va a estar en continuo movimiento, con sus fábricas de papel, molinos harineros, canteras, producción de esparto, etc. Asimismo se construyen puentes, caminos, acequias, bancales y se explotan las tierras con plantaciones de cepas que producen pasas moscatel, esparto, batatas, anises, vinos, etc. 
A mediados del siglo XIX llegan inversores a Benalmádena buscando tierras apropiadas para la vid. La población aumenta considerablemente con la llegada de estos nuevos inversionistas que arriendan las tierras y atraen a un número importante de jornaleros. La destrucción de las viñas por la plaga de la filoxera en el último cuarto del siglo XX, hice estragos en toda la provincia de Málaga. El paro, el hambre y esta plaga unidas a epidemias de paludismo, tifus y cólera se ceban con Benalmádena; las defunciones y las emigraciones harán decrecer la población y la dejan extenuada hasta 1950. 
El gran auge demográfico del municipio se produce a partir de los años cincuenta y sesenta con el nacimiento y desarrollo de la actividad turística en la costa española, durante el milagro económico español (1959-1973).

## Demografía
Benalmádena cuenta con una población de 77 654 habitantes (INE 2024).
| Gráfica de evolución demográfica de Benalmádena entre 1842 y 2021                                                   |
| |
| Población de derecho según los censos de población del INE Población de hecho según los censos de población del INE |

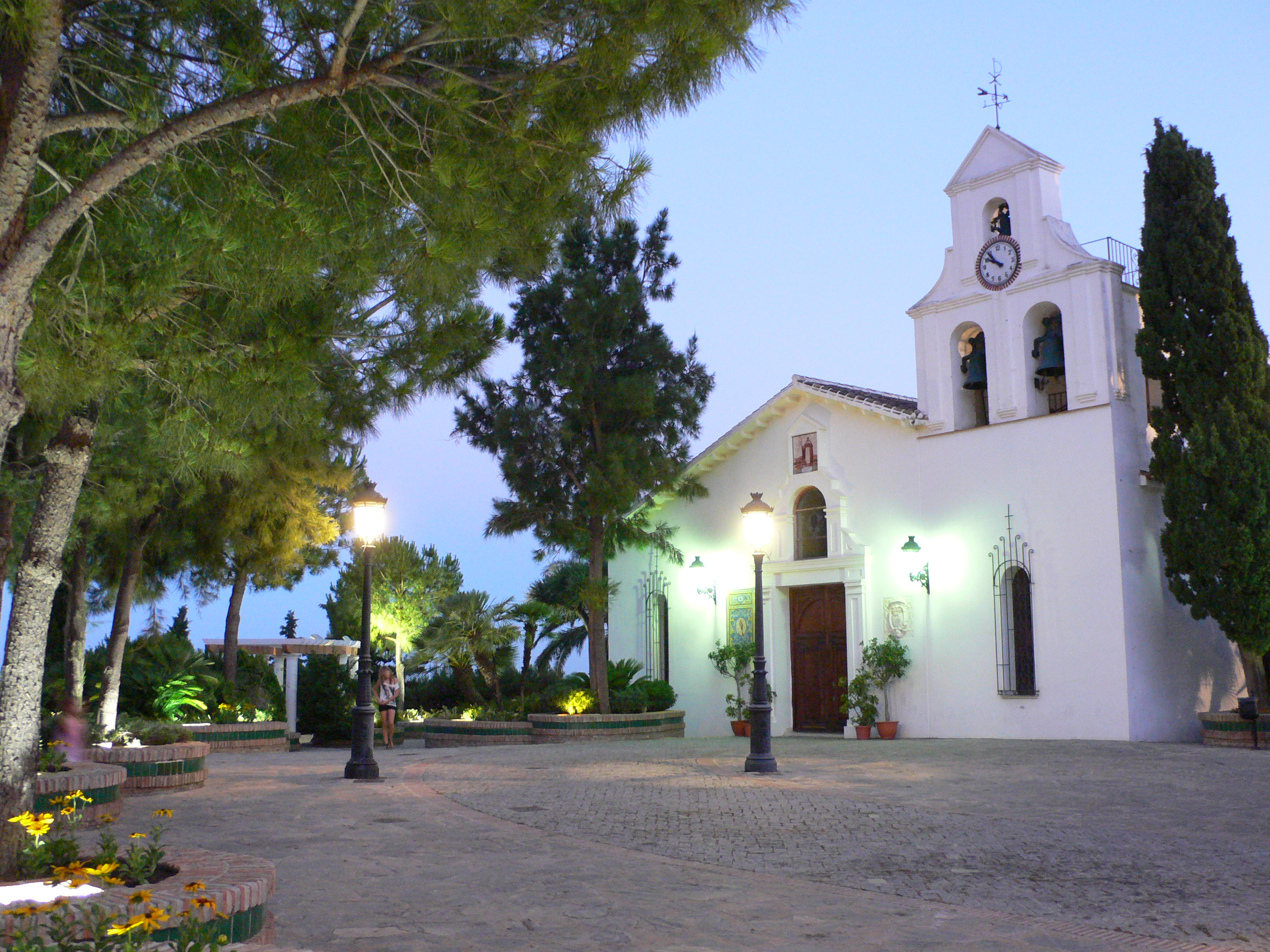
Iglesia de Santo Domingo de Guzmán

La población de Benalmádena ha experimentado un gran crecimiento a partir de la década de los 1960.

## Economía

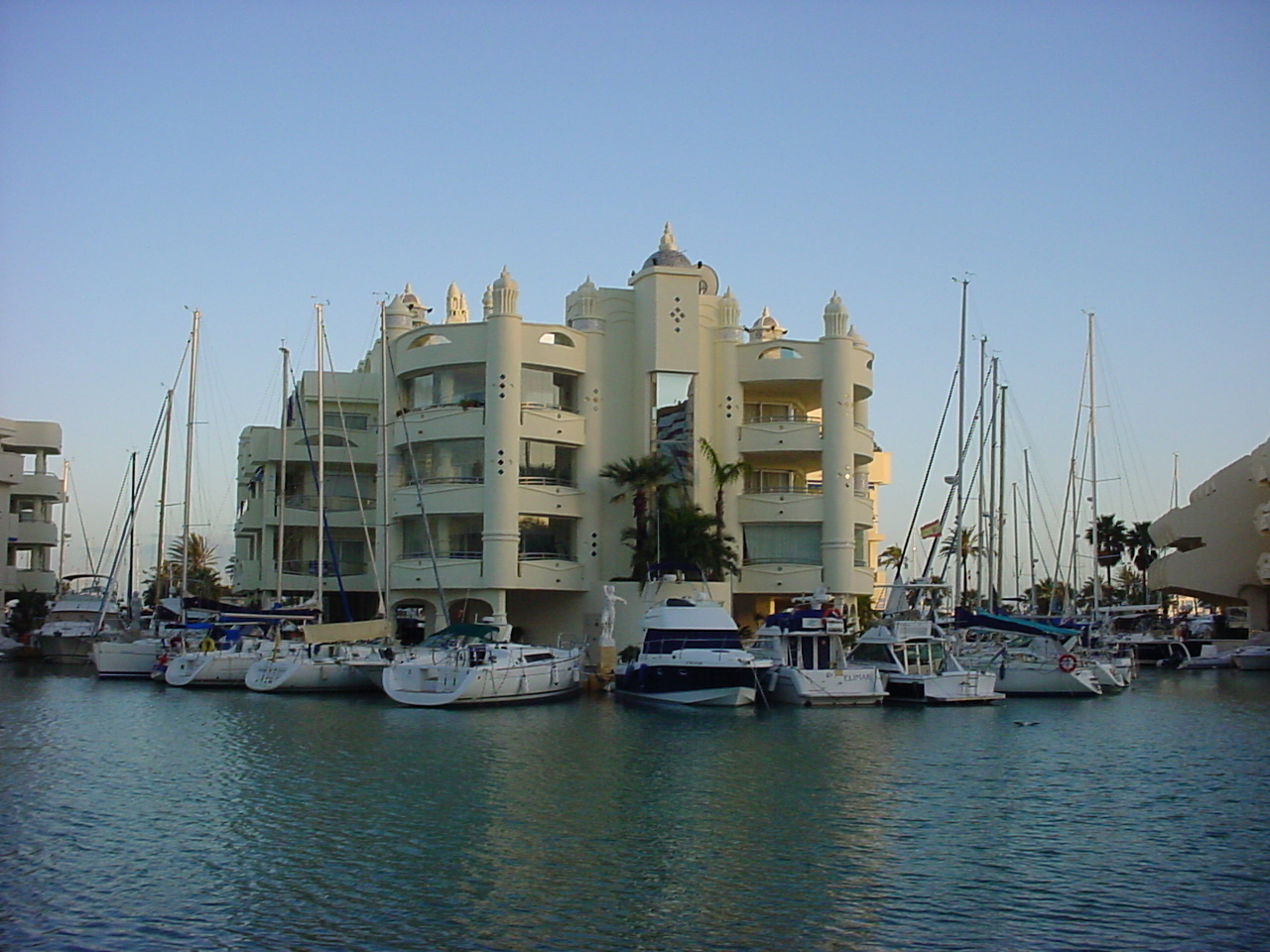
La actividad económica del puerto deportivo de Benalmádena Puerto Marina es un polo básico en la economía municipal

Las principales actividades económicas de Benalmádena son la construcción, el turismo y las actividades derivadas de estas dos. Con casi 13 000 plazas hoteleras de distintas categorías, desde un hotel de cinco estrellas hasta hostales y pensiones más económicos, Benalmádena es uno de los municipios con mayor oferta hotelera de la Costa del Sol, oferta que se completa con un número significativo de restaurantes y comercios.
Además, el municipio concentra buena parte de los grandes complejos de ocio del área metropolitana de Málaga y la Costa del Sol Occidental, como acuarios, casino, parque de atracciones, teleférico, puerto deportivo, así como campos de golf y otras instalaciones turísticas que se suman a la oferta de sol y playa y que suponen una importante fuente de ingresos.
Las actividades agropecuarias e industriales son meramente anecdóticas. La superficie de cultivo apenas alcanza las 16 ha en las que se cultivan aguacates, flores ornamentales y olivos, mientras que el censo ganadero lo componen 11 cabezas de bovinos, 23 de ovinos, 4 de caprinos y otras tantas de equinos. La pesca es igualmente marginal, ya que el puerto benalmadense es de uso exclusivamente deportivo.
Según un estudio del Instituto de Estadística de Andalucía (IEA) de 2007, la renta por habitante en Benalmádena es de 17 301 euros, superando en 2463 euros a la media de Andalucía y en casi 1800 euros a la media provincial. El mismo estudio arroja datos positivos sobre el tejido empresarial y comercial; con 4922 establecimientos comerciales, solo seis localidades de la provincia superan a Benalmádena en número de comercios.

## Patrimonio

### Patrimonio y monumentos
- Cuevas: La Cueva del Toro es el yacimiento más importante de la Prehistoria en el municipio desde que fuera descubierta en 1969. Fue ocupada y utilizada como santuario hace unos 18 000 años en el Paleolítico Superior. En ella se pueden encontrar pinturas rupestres destacando la que representa a un bóvido acéfalo. Se encuentra en el Monte Calamorro. El municipio cuenta con otras cuevas más recientes, del período neolítico,  la Cueva de los Botijos, la Cueva de la Zorrera y la Cueva del Sahara, cuyos restos están expuestos en el museo arqueológico de Benalmádena.[7]

- Yacimientos arqueológicos: Varios los yacimientos de la Edad Antigua situados en Benalmádena. Entre los más destacables se encuentra el yacimiento indígena con influencias fenicias del Cerro de la Era; Desde el siglo II a. C., los romanos estuvieron presentes en el municipio destacando de éstos varias villas dedicadas a la explotación de los recursos marinos (factorías de garum) como el denominado yacimiento de Benalroma, o el de Torremuelle; uno de los yacimientos más interesantes es el de Los Molinillos, asentamiento dedicado a la producción de aceite durante el Alto Imperio romano y de salazones a partir del siglo III d. C.[53]

- Torres vigías: Tres torres vigías que se encuentran dentro del municipio: la Torremuelle, la Torre Quebrada y la Torre Bermeja. Algunas de ellas forman parte del sistema de fortificaciones construido en la costa de Andalucía Oriental como sistema defensivo del Reino nazarí de Granada, y luego restauradas o construidas de nuevo durante la repoblación cristiana para proteger la costa mediterránea española de las incursiones de los piratas berberiscos. A lo largo de los siglos han sufrido deterioros (y reconstrucciones) por culpa del paso del tiempo y de la acción de terremotos.[54]

- Edificio la Tribuna: El origen del núcleo urbano de Arroyo de la Miel, se sitúa en el siglo XVIII, cuando Félix Solesio construye allí algunos molinos y viviendas para albergar a los trabajadores de las factorías papeleras. De esta época se conserva la propia configuración de la plaza y un arco de piedra que corona su entrada. Tras una profunda reforma es posible apreciar un edificio de la antigua factoría conocido como La Tribuna así como la escultura de homenaje a Félix Solesio.[55]
- Pecio Isabella: La historia de esta embarcación, llamada también Pecio de los Santos, ha sido imprecisa desde su descubrimiento en 1961. Sin embargo, las investigaciones llevadas a cabo a partir de 2002 han sido determinantes para conocer la historia real del pecio, catalogado como Bien de Interés Cultural.
- Castillo de El Bil Bil: Edificio construido en la avenida Antonio Machado durante la Segunda República Española. Es uno de los referentes del municipio de Benalmádena.

- La Niña de Benalmádena: Uno de los iconos de la ciudad situado en el centro de una fuente en la Plaza de España de Benalmádena Pueblo. Se trata de una escultura en bronce realizada por Jaime Pimentel.

- Ventorrillo de la Perra: Venta construida en el siglo XVIII. Fue reconstruida en 1972 y es actualmente un restaurante especializado en cocina tradicional española, carnes de caza y pescado, que mantiene el ambiente de la época de Carlos III.[56]
- Castillo de Colomares: Monumento en homenaje a Cristóbal Colón y al descubrimiento de América construido por el Doctor Esteban Martín y Martín entre 1987 y 1994. En él se pueden observar varios estilos arquitectónicos y distintos materiales, su interior destaca por sus vidrieras. Anteriormente era escenario del espectáculo de aves rapaces que hoy se desarrolla en la cumbre del Monte Calamorro.[57]

| Prehistoria          | Edad Antigua        | Edad Media           | Edad Moderna           | Edad Contemporánea     |
| -------------------- | ------------------- | -------------------- | ---------------------- | ---------------------- |
| Cueva del Toro (BIC) | Cerro de Capellanía | Torre Bermeja (BIC)  | Torre del Muelle (BIC) | Edificio la Tribuna    |
| Cueva de los Botijos | Cerro de la Era     | Torre Quebrada (BIC) |                        | Pecio Isabella (BIC)   |
| Cueva de la Zorrera  | Torremuelle         |                      |                        | Castillo de El Bil Bil |
| Cueva del Sahara     | Benalroma           |                      |                        | Niña de Benalmádena    |
|                      | Los Molinillos      |                      |                        | Castillo de Colomares  |

### Turismo

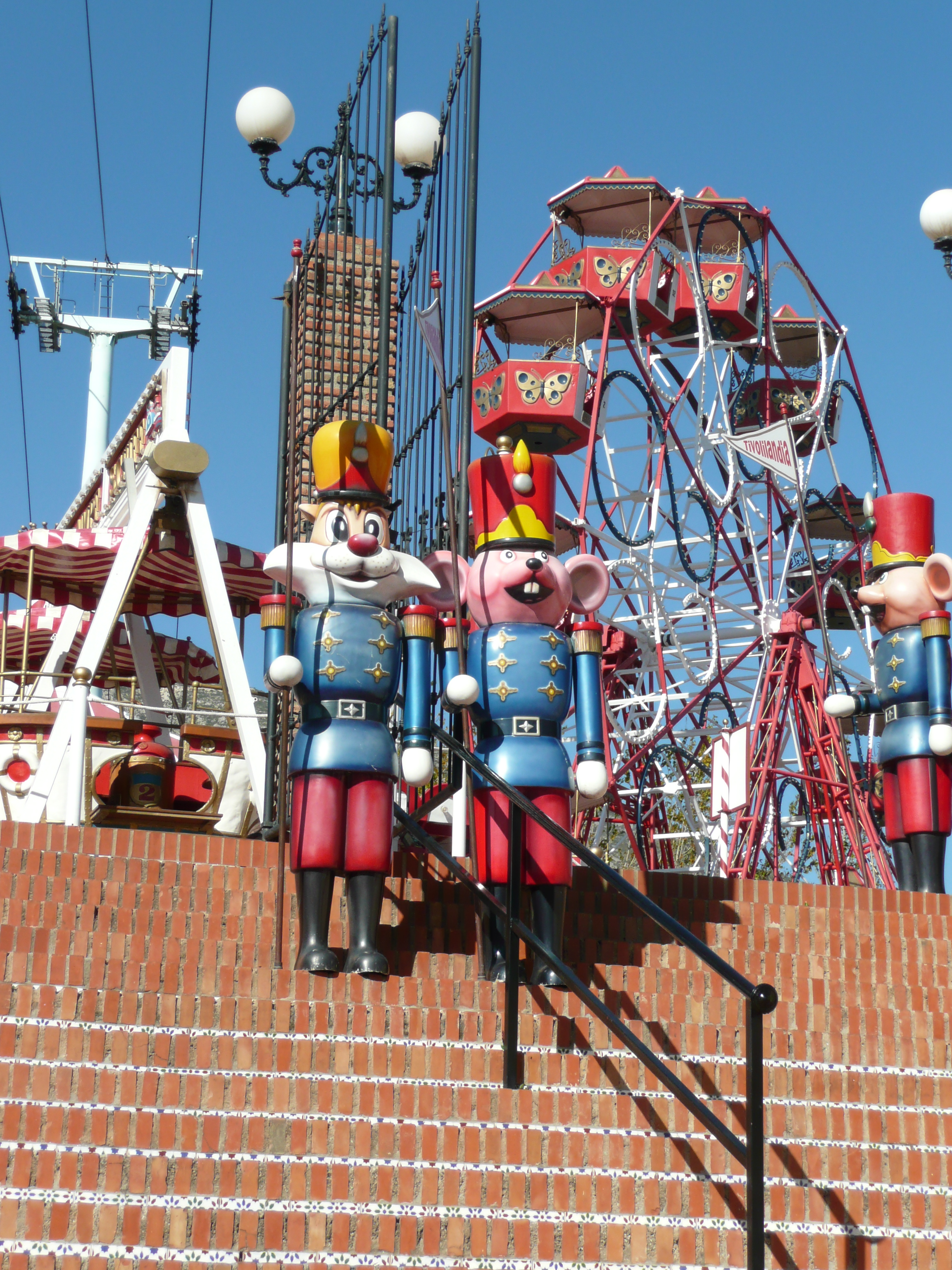
Tívoli World

- Parque de atracciones y espectáculos Tivoli World: inaugurado en 1973. Su oferta no sólo se centra en atracciones mecánicas, sino también en espectáculos (conciertos, humor, baile), restaurantes, exposiciones y plazas temáticas.[58]

- Acuario Sea Life Benalmádena: situado en el puerto deportivo de Benalmádena, es un centro conservacionista y proteccionista de tiburones inaugurado en 1995. La marca Sea Life pertenece al grupo Merlin Entertainments, que gestiona más de veinte acuarios similares en Europa.[59]

- Delfinario y pingüinario Selwo Marina: parque de fauna marina que acoge los únicos delfinario y pingüinario de hielo de Andalucía. Está situado en el recinto ferial de Arroyo de la Miel, junto al Parque de la Paloma. Pertenece a la cadena Parques Reunidos, que gestiona además el Teleférico de Benalmádena y el parque safari Selwo Aventura en el municipio costasoleño de Estepona.[60]

- Teleférico de Benalmádena y cumbre del Calamorro: telecabina que une el centro del núcleo urbano de Arroyo de la Miel con la cumbre del monte Calamorro, a 771 metros sobre el nivel del mar tras un recorrido de 5565 metros. Desde la cumbre se divisa la costa, el Mediterráneo y, en días claros, el Peñón de Gibraltar y las cumbres africanas del Atlas. En la cumbre del monte Calamorro se pueden realizar excursiones, existe una cafetería y tiendas y se realiza un espectáculo de aves rapaces.[61]

- Casino Torrequebrada: inaugurado en 1979 y emplazado junto a un hotel de cinco estrellas del mismo nombre. Ofrece además salones de fiesta y espectáculos. Está situado frente a la playa y cerca del campo de golf de Torrequebrada.[62]
- Mariposario de Benalmádena: espacio más grande en Europa dedicado a mariposas ubicado en la ciudad de Benalmádena (Málaga). Cuenta con 2000 metros cuadrados y está promovido por la entidad Imago Dracaena SL, propietaria de otro mariposario y la única granja de mariposas de Europa, ambos en Canarias.

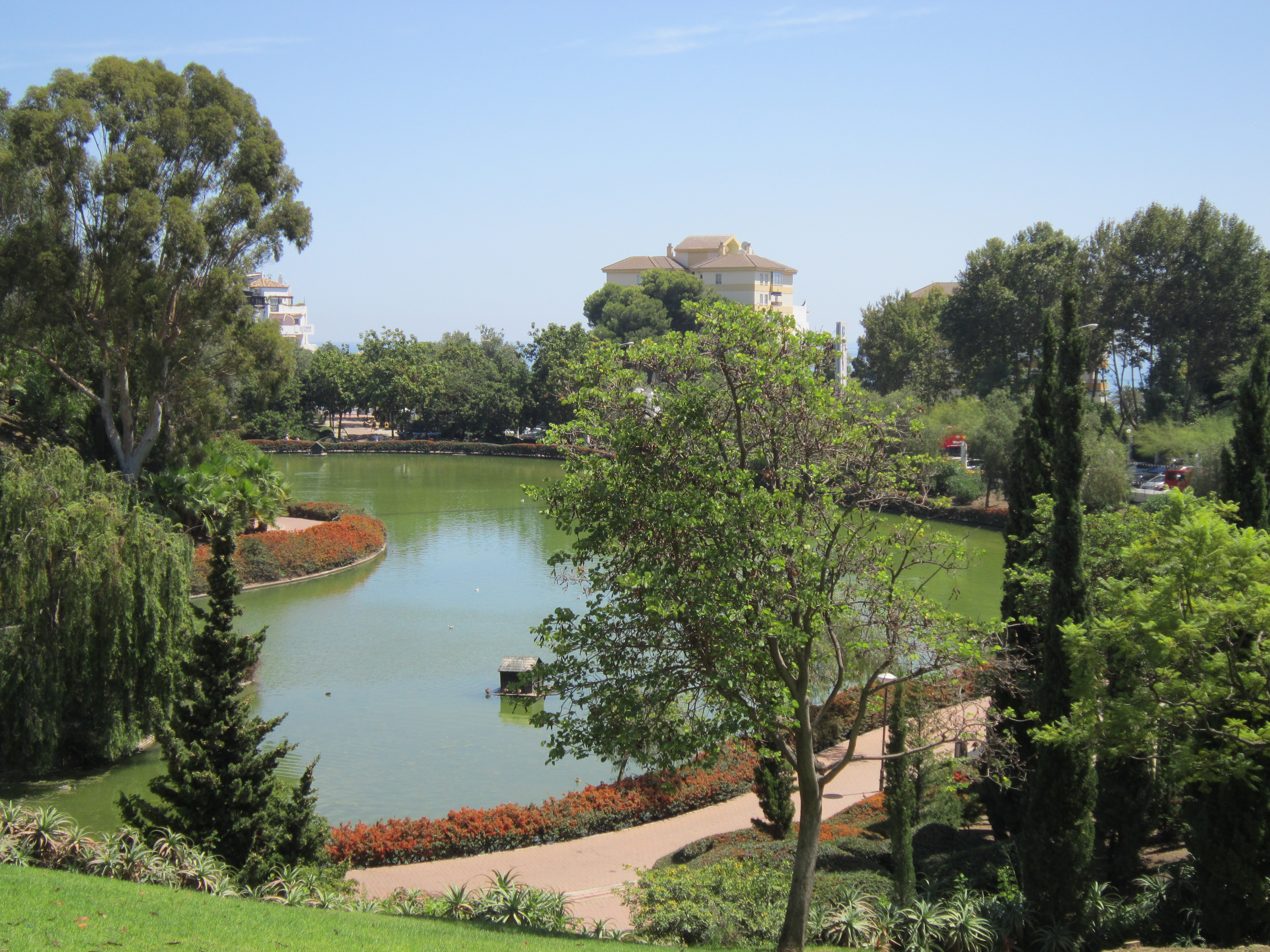
Parque de la Paloma

### Zonas verdes
Los Jardines del Muro son un conjunto urbanístico situado en Benalmádena Pueblo donde antiguamente se encontraba la fortaleza. Entre sus jardines se alza la iglesia de Santo Domingo de Guzmán, la más antigua del municipio. Una de las más destacables cualidades del entorno son las vistas de la costa que se aprecian desde su mirador. El diseño de estos jardines se atribuye al artista canario César Manrique.
El Parque de la Paloma está situado en la Avenida de Federico García Lorca y cuenta con una extensión de 200 000 m² de lagos, césped y pinares. Cuenta con un jardín de cactus y suculentas y en él hay diversos quioscos, bares y cafeterías. En este parque se pueden observar diversas especies de animales en libertad como patos, cisnes, pavos reales, gallinas y conejos. En las inmediaciones del Parque de la Paloma se encuentra el Auditorio Municipal, la Biblioteca Pública, el recinto ferial y el Delfinario y Pingüinario Selwo Marina. En él se halla la bandera española en el mástil más alto existente en la región, junto a la placa en homenaje al XXX Aniversario de la Constitución Española.

### Lugares de culto
Existen tres iglesias católicas: Santo Domingo de Guzmán, y la ermita de Nuestra Señora de la Cruz, patrona principal de Benalmádena (en Benalmádena Pueblo), Inmaculada Concepción (en Arroyo de la Miel) y Nuestra Señora del Carmen (en Benalmádena Costa); y una iglesia protestante. Cerca del recinto ferial y del Parque de La Paloma se ubica el templo hindú, fácilmente distinguible por su peculiar arquitectura. También existe un pequeño local habilitado como mezquita para uso de los miembros de la comunidad islámica, así como un cementerio musulmán. Otras confesiones cristianas como las Iglesias evangélicas o los Testigos de Jehová también tienen en la ciudad sus lugares de reunión.
Mención aparte merece por su originalidad la Estupa budista de la Iluminación, inaugurada en 2003. Es un proyecto del gran maestro budista Lopon Tsechu Rinpoche. La Estupa representa paz, prosperidad y armonía, asimismo es un lugar de meditación. Destaca su cúpula de oro y su emplazamiento en la montaña que la hace visible desde casi toda la costa del municipio.

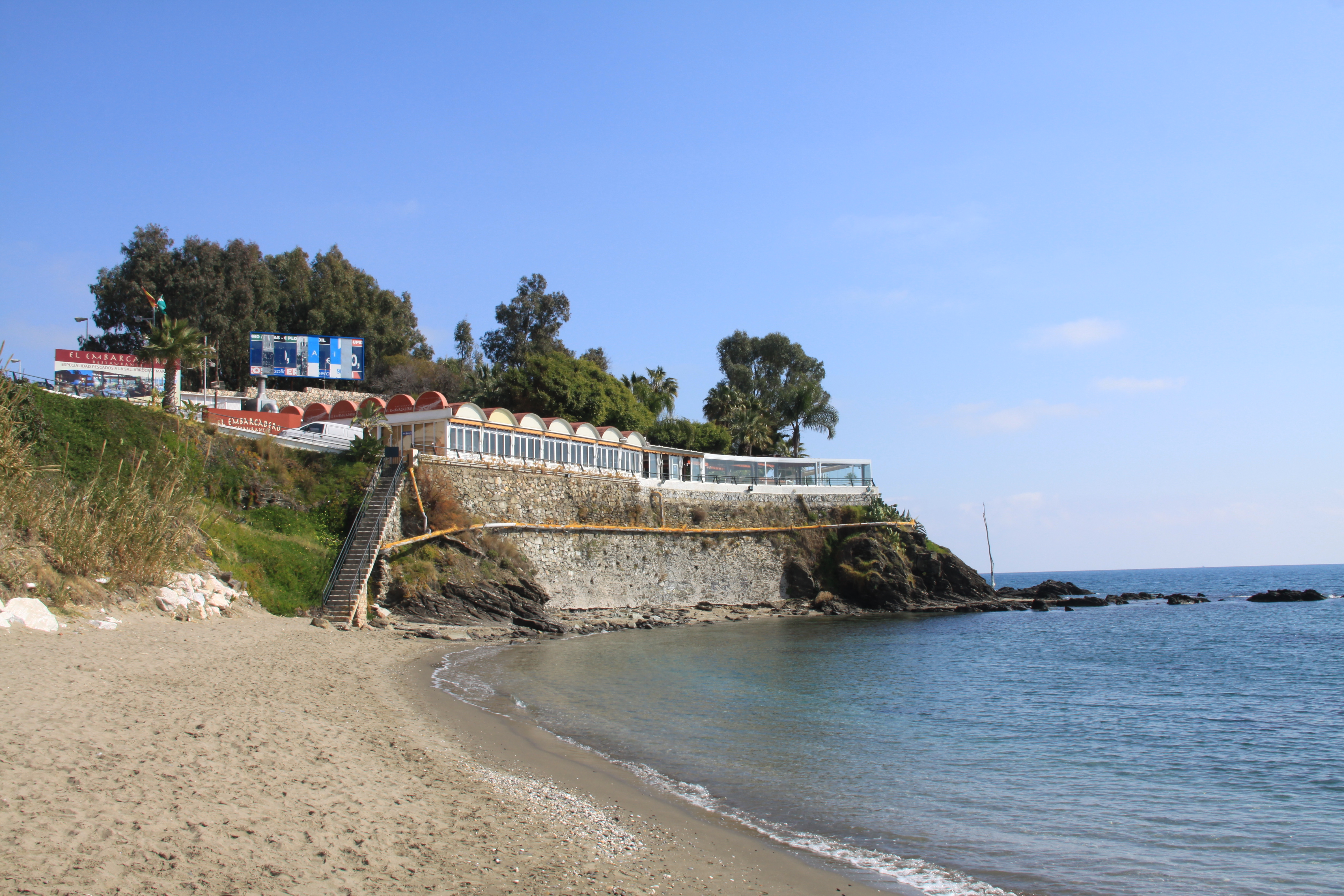
Playa de la Viborilla

### Playas
Benalmádena cuenta con casi 20 kilómetros de litoral de arena, grava y palmerales que conforman un total de 17 playas: Arroyo Hondo, Carvajal, Bil-Bil, La Morera, Arroyo de la Miel, Benalnatura, Fuente de la Salud, La Perla, Las Viborillas, playa de Las Yucas, Malapesquera / Malapesca / Torre Bermeja, Melilleros, Santa Ana, Tajo de la Soga, Torremuelle, Torrequebrada y Torrevigía. Todas las playas son accesibles desde un paseo marítimo que cruza de un extremo a otro el municipio y que alberga chiringuitos, restaurantes y otros establecimientos turísticos. Las playas orientales son amplias y espigonadas, con equipamientos públicos y actividades acuáticas; mientras que las occidentales son rocosas, muchas de ellas tranquilas y aisladas entre pequeños acantilados, ideales para practicar deportes de pesca y submarinismo. Además existe una de las primeras playas nudistas de España, llamada Benalnatura.

## Administración y política

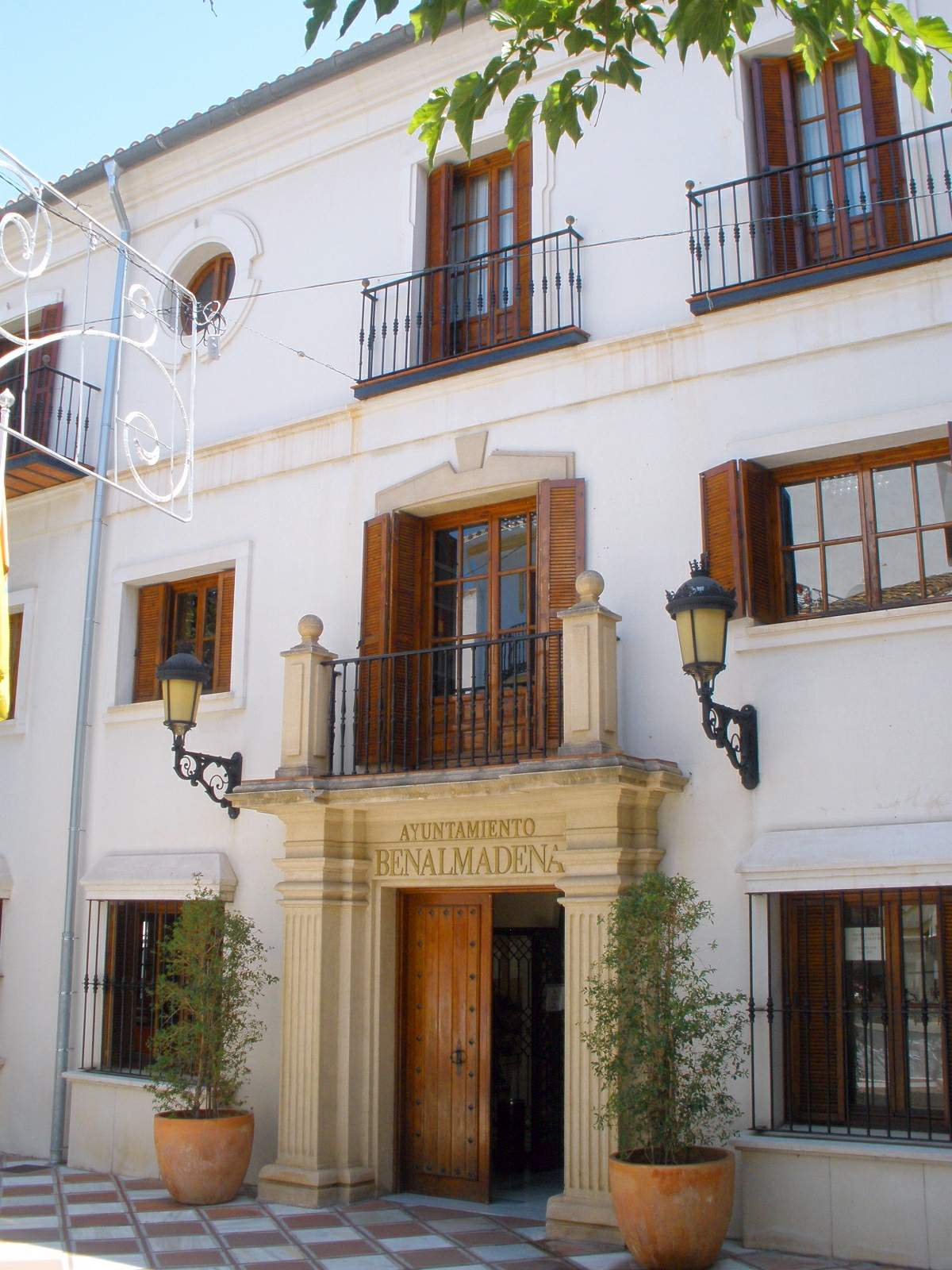
Ayuntamiento de Benalmádena

La administración política de la ciudad se realiza a través de un Ayuntamiento de gestión democrática cuyos componentes se eligen cada cuatro años por sufragio universal. El censo electoral está compuesto por todos los residentes empadronados en Benalmádena mayores de 18 años y nacionales de España y de los restantes Estados miembros de la Unión Europea. Según lo dispuesto en la Ley del Régimen Electoral General, que establece el número de concejales elegibles en función de la población del municipio, la Corporación Municipal de Benalmádena está formada por 25 concejales.
| Periodo   | Nombre                     | Partido | Partido                                                     |
| --------- | -------------------------- | ------- | ----------------------------------------------------------- |
| 1979-1985 | Enrique Bolín Pérez-Argemí |         | Agrupación de Independientes de Benalmádena (AIB)           |
| 1985-1987 | Ramón Rico Muñoz           |         | Grupo Independiente de Benalmádena (GIB)                    |
| 1987-1991 | Ramón Rico Muñoz           |         | Grupo Independiente de Benalmádena, Arroyo y Costa (GIB-AC) |
| 1991-1995 | Javier Ortiz Carrasco      |         | Partido Socialista Obrero Español de Andalucía (PSOE-A)     |
| 1995-2007 | Enrique Bolín Pérez-Argemí |         | Grupo Independiente de Benalmádena (GIB)                    |
| 2007-2009 | Javier Carnero Sierra      |         | Partido Socialista Obrero Español de Andalucía (PSOE-A)     |
| 2009-2011 | Enrique Moya Barrionuevo   |         | Partido Popular de Andalucía (PP)                           |
| 2011-2012 | Javier Carnero Sierra      |         | Partido Socialista Obrero Español de Andalucía (PSOE-A)     |
| 2012-2015 | Paloma García Gálvez       |         | Partido Popular de Andalucía (PP)                           |
| 2015-2023 | Víctor Navas Pérez         |         | Partido Socialista Obrero Español de Andalucía (PSOE-A)     |
| 2023-act. | Juan Antonio Lara Martín   |         | Partido Popular de Andalucía (PP)                           |

| Partido político                                        | 2023  | 2023   | 2023       | 2019  | 2019  | 2019       | 2015  | 2015  | 2015       | 2011  | 2011  | 2011       | 2007  | 2007  | 2007       |
| Partido político                                        | %     | Votos  | Concejales | %     | Votos | Concejales | %     | Votos | Concejales | %     | Votos | Concejales | %     | Votos | Concejales |
| Partido Popular de Andalucía (PP)                       | 43,67 | 10 552 | 13         | 22,05 | 4940  | 7          | 29,65 | 6162  | 9          | 35,58 | 7395  | 11         | 16,79 | 2925  | 4          |
| Partido Socialista Obrero Español de Andalucía (PSOE-A) | 32,59 | 7875   | 9          | 37,45 | 8389  | 11         | 25,83 | 5367  | 7          | 24,89 | 5173  | 7          | 25,80 | 4494  | 7          |
| Vox                                                     | 8,35  | 2019   | 2          | 6,31  | 1414  | 2          | —     | —     | —          | —     | —     | —          | —     | —     | —          |
| Izquierda Unida (IU)-Con Andalucía                      | 6,18  | 1494   | 1          | 8,20  | 1837  | 2          | 8,25  | 1715  | 2          | 8,92  | 1854  | 2          | 10,63 | 1851  | 3          |
| Costa del Sol Sí Puede Tic Tac (CSSPTT)                 | —     | —      | —          | —     | —     | —          | 8,41  | 1747  | 2          | —     | —     | —          | —     | —     | —          |
| Ciudadanos (CS)                                         | —     | —      | —          | 10,96 | 2457  | 3          | 10,40 | 2161  | 3          | —     | —     | —          | —     | —     | —          |
| Vecinos por Benalmádena (VPB)                           | —     | —      | —          | —     | —     | —          | 6,25  | 1299  | 1          | —     | —     | —          | —     | —     | —          |
| @lternativa                                             | —     | —      | —          | —     | —     | —          | 5,91  | 1229  | 1          | —     | —     | —          | —     | —     | —          |
| Unión Centro Benalmádena (UCB)                          | —     | —      | —          | —     | —     | —          | 3,40  | 706   | 0          | 15,27 | 3174  | 4          | —     | —     | —          |
| Benalmádena Organización Liberal Independiente (BOLI)   | —     | —      | —          | —     | —     | —          | —     | —     | —          | 6,37  | 1324  | 1          | 18,99 | 3308  | 5          |
| Movimiento por Benalmádena (MPB)                        | —     | —      | —          | —     | —     | —          | —     | —     | —          | —     | —     | —          | 15,11 | 2632  | 4          |
| Iniciativa Democrática por Benalmádena (IDB)            | —     | —      | —          | —     | —     | —          | —     | —     | —          | —     | —     | —          | 8,11  | 1414  | 2          |

## Símbolos

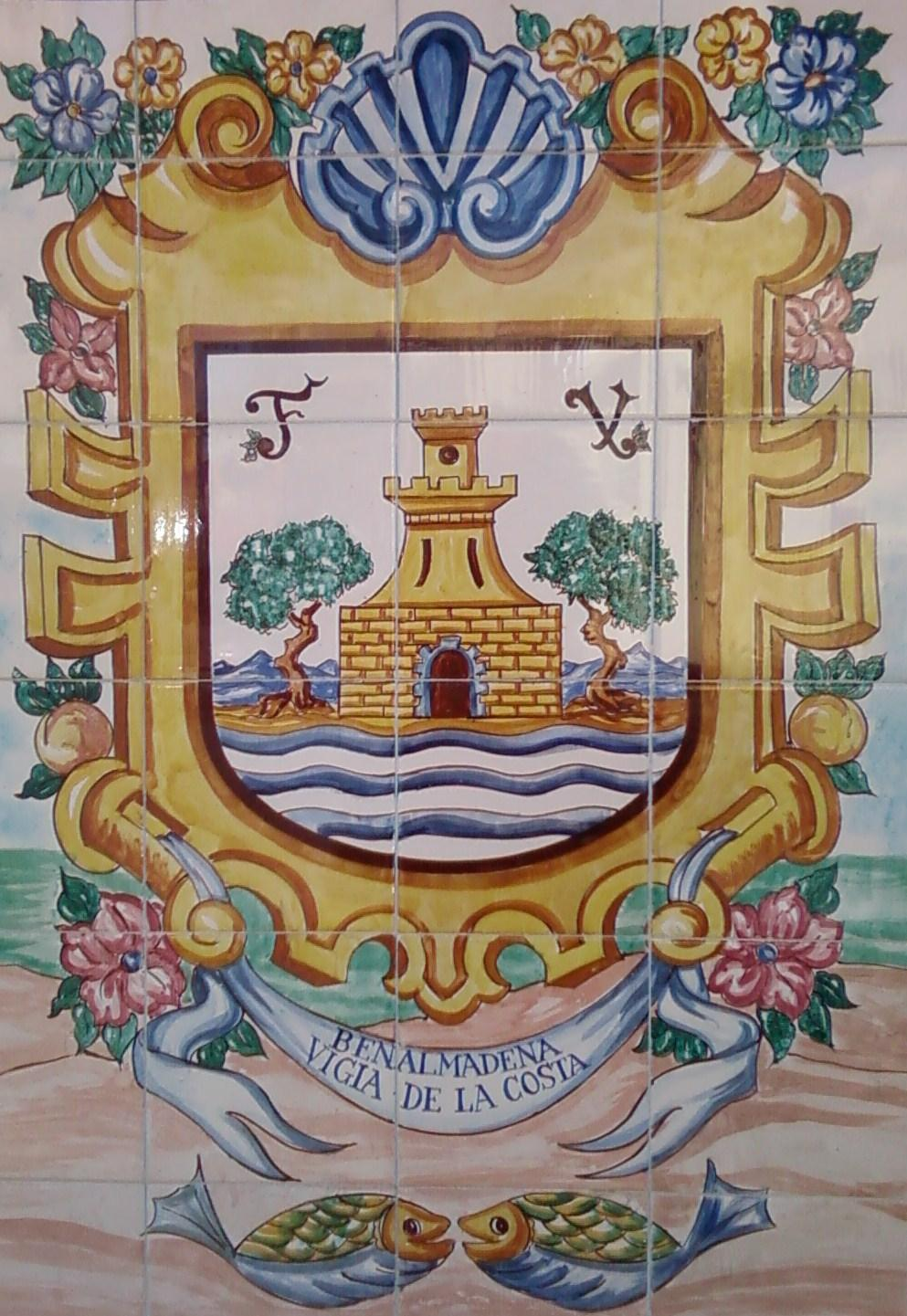
Escudo de Benalmádena, versión con la antigua ornamentación

Los símbolos oficiales de Benalmádena son su bandera y su escudo. Estos fueron aprobados oficialmente por la Junta de Andalucía el 30 de enero de 2001 y se definen por la siguiente descripción:

«Escudo: En campo de azur, sobre ondas de azur y plata, un castillo de oro, cerrado, donjonado, almenado y mazonado de sable, acompañado a diestra y siniestra por una encina de sinople, arrancada y fustada, cuyas copias están surmontadas, respectivamente, por las iniciales F e Y, de oro, en los cantones diestro y siniestro del jefe. El castillo y las encinas se hallan acamados a un macizo montañoso de su color puesto en faja. Al timbre de Corona Real Española cerrada, compuesta por un círculo de oro y pedrería, con ocho florones y ocho perlas intercaladas, cerrada con ocho diademas guarnecidas, también de perlas, que convergen en un mundo de azur, con un ecuador y un semimeridiano de oro, y sumado de una cruz de oro, forrada la corona de gules»

«Bandera: De endrizar rectangular, de tafetán, con una proporción de tres módulos de larga por dos de ancha (2/3), o, lo que es lo mismo, una vez y media más larga que ancha, cortada por mitad en alto, la mitad superior amarillo blando, y la mitad inferior anaranjada, que cargará íntegramente con su timbre, el escudo de Benalmádena antes descrito, ajustando el eje geométrico de éste al centro del vexilo, con una altura igual a los dos tercios del ancho de la bandera»

El Día de Benalmádena se celebra el 8 de noviembre en conmemoración de la fecha en la que en 1491 los Reyes Católicos otorgaron la Carta de Privilegio para la repoblación de la recién reconquistada localidad a Don Alonso Palmero.

## Servicios

### Sanidad
En Benalmádena la Fundación Cudeca, un Hospicio de origen español-británico creado por dos Joan Hunt y Marisa Martín Roselló en 1992 es un modelo único en el territorio español, ofrece a la comunidad cuidados paliativos, ciñéndose a estándares de alta calidad, totalmente gratuitos para pacientes y familiares. Los programas de Cudeca se caracterizan por su flexibilidad y capacidad de adaptación a las prioridades a medida que van surgiendo con el fin de satisfacer los problemas de los pacientes con asesoramiento médico y cuidados paliativos a domicilio; en las consultas externas; asistiendo a rehabilitación en la Unidad de Día o ingresados en la Fundación. Han sido más de 5800 pacientes atendidos desde 1992, y más de 650 personas asistidas desde el Centro de Cudeca.
La Fundación Lágrimas y Favores incluye en sus estatutos a Cudeca como beneficiaria de sus objetivos solidarios junto con la Universidad de Málaga. El programa de voluntarios de la Fundación Cudeca merece una especial mención y cuenta con más de 600 voluntarios que generosamente brindan parte de sus vidas con la visión y propósito de la fundación en el campo asistencial. La diversidad cultural de los habitantes de Benalmádena enriquece esta obra y mejora la calidad en la atención a los pacientes y sus familias.
Además de Cudeca, existe un Centro Hospitalario de Alta Resolución (CHARE) de sanidad pública, y junto a él, Vithas Xanit, un hospital privado.

### Transporte

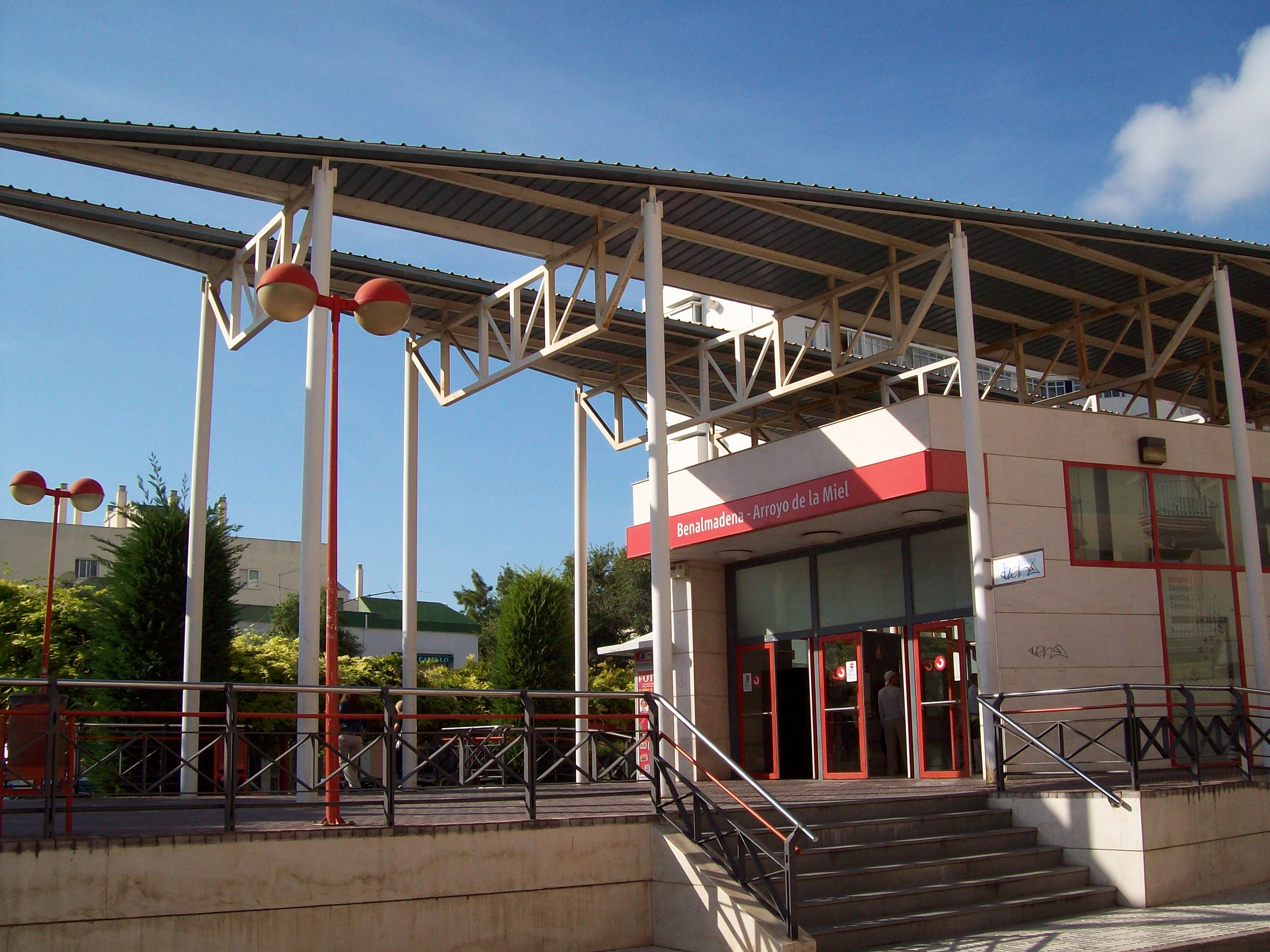
Estación de Cercanías Benalmádena-Arroyo de la Miel

#### Carreteras
Por el territorio de Benalmádena transcurre un tramo dos importantes vías nacionales de tránsito rodado: la N-340, que discurre más o menos paralela a la línea de la costa, y la Autovía del Mediterráneo (A-7 E15), que discurre por el interior. Ambas realizan el mismo recorrido que une Algeciras, en la provincia de Cádiz, con La Junquera (en la provincia de Gerona) y El Pertús, en la frontera francesa.
Una tercera vía, esta de nivel autonómico, la A-368, conecta Mijas con Torremolinos a través de Benalmádena y además enlaza los tres núcleos urbanos del municipio.

### Transporte público
El Ayuntamiento de Benalmádena está integrado en el Consorcio de Transporte Metropolitano del Área de Málaga, que ofrece un sistema de abono con Tarjeta de Transporte en bus urbano e interurbano, ferrocarril de cercanías, Metro de Málaga, sistema de préstamo de bicicletas públicas del Ayuntamiento de Málaga Málagabici y el resto de transportes adscritos a la red de Consorcios de Transporte Metropolitanos de Andalucía.

Mapa de los transportes públicos de Benalmádena y Torremolinos

En Arroyo de la Miel se encuentra la estación de Benalmádena-Arroyo de la Miel que comunica el municipio con Fuengirola, Torremolinos y Málaga a través de la línea C-1 de Cercanías Málaga. Esta línea tiene parada en los principales centros de transporte de la provincia: la estación de Cercanías del aeropuerto y la Estación de Málaga-María Zambrano con conexión de alta velocidad ferroviaria y otros destinos de media y larga distancia; y conectada a través del Intercambiador de El Perchel con la estación de autobuses interurbanos y la actual red de metro de Málaga.
También existen otras estaciones de tren en Benalmádena como es la de Torremuelle,que sigue el mismo itinerario ferroviario de la línea C-1, situada en una zona más aislada y tranquila de Benalmádena Costa. Por último existe otra estación ferroviaria, que es la de Carvajal, que se ubica en una zona geográfica limítrofe de Benalmádena pero políticamente pertenece al municipio de Fuengirola. Aun así es considerada como de Benalmádena,la estación, por su nombre que es la de la Urbanización de Carvajal, perteneciente a Benalmádena.
Desde principios de siglo se realizan obras de mejora de la línea de ferrocarril con el fin de ampliar la frecuencia de los trenes. Además, está en proyecto el enlace ferroviario de la línea desde Nerja a Málaga y de aquí hasta Manilva en lo que se conoce como el Corredor de la Costa del Sol o Tren Litoral, con tramo de alta velocidad desde Málaga hasta Marbella.
Benalmádena también está unida al resto de localidades de la Costa del Sol mediante la red de autobuses interurbanos del área metropolitana de Málaga, que también comunica los distintos núcleos del municipio. El servicio de autobuses Urbanos de Benalmádena está gestionado por la empresa CTSA-Portillo y se compone de la línea M-103. Este servicio está integrado en el Consorcio de Transporte Metropolitano del Área de Málaga. Además, dos ferris de uso turístico unen el puerto de Benalmádena con los puertos de Málaga y Fuengirola (Starfish Dos).
Las líneas de autobuses interurbanos del Consorcio de Transporte Metropolitano del Área de Málaga que prestan servicio en su territorio pueden consultarse en el siguiente online.

## Cultura

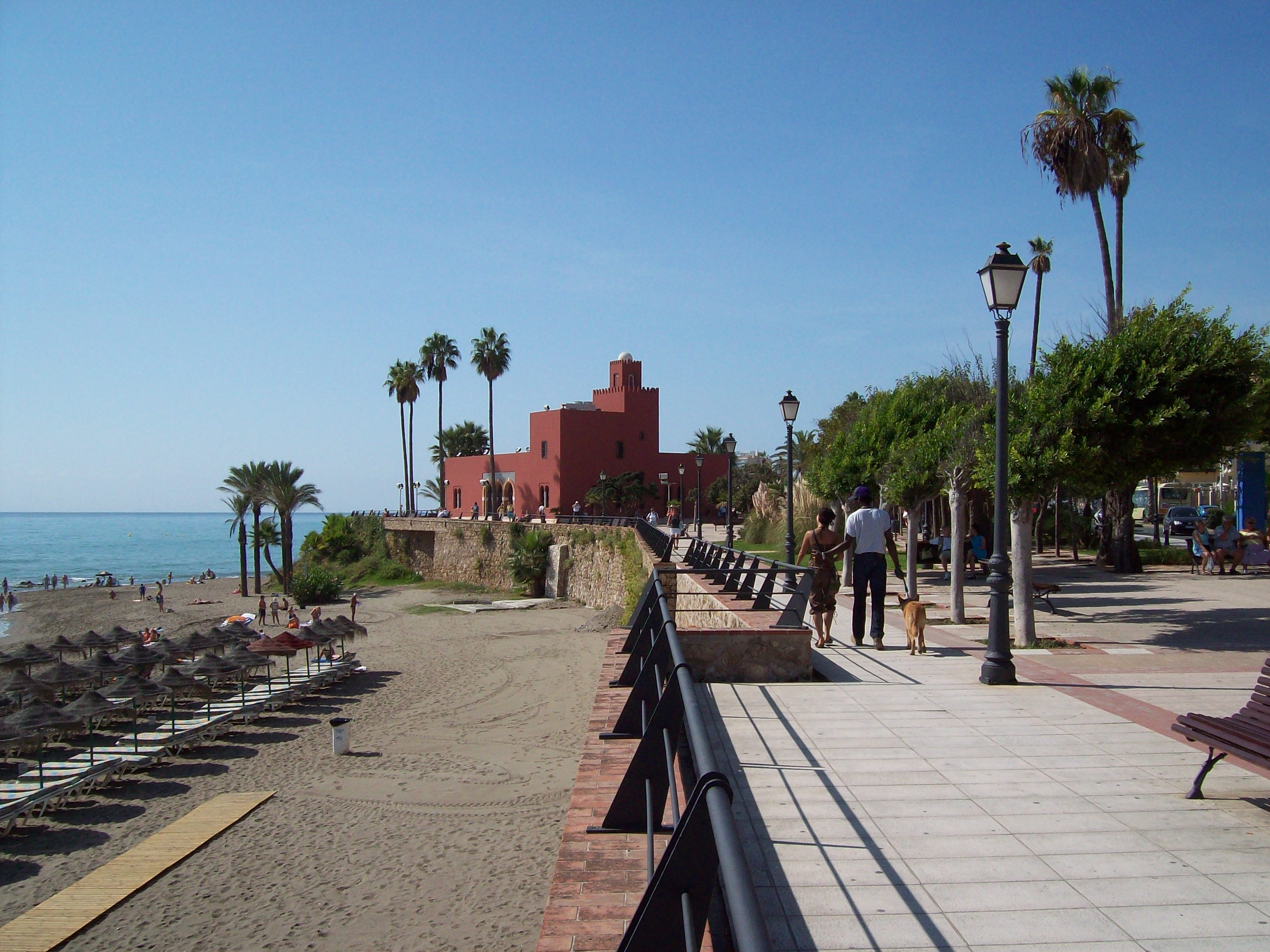
Centro cultural Castillo de El-Bil-Bil

### Eventos culturales
El principal acontecimiento periódico cultural del municipio tiene lugar durante los meses de julio y agosto y la primera semana de septiembre, cuando se desarrollan los distintos actos de la programación del llamado Festival de Verano de Benalmádena (FVB), que combina cine, música y teatro en el Auditorio Municipal del Parque de la Paloma de Arroyo de la Miel, aunque desde hace varios años no se celebra.
Las proyecciones cinematográficas continúan durante el mes de noviembre con el Festival Internacional de Cortometrajes y Cine Alternativo de Benalmádena (FICCAB),donde se presentan cientos de obras cinematográficas llegadas de todo el mundo. 
Además, la delegación de Cultura del Excmo. Ayto. de Benalmádena organiza un amplio repertorio de eventos culturales, cuya programación trimestral puede consultarse en la casa de la cultura y en la web de la concejalía.
Desde hace 15 años se instala un potente telescopio en varias zonas del municipio y durante todo el año, para que Benalmadenses y turistas puedan observar a través de él.

### Equipamientos culturales
- Museo Arqueológico y de Arte Precolombino: el museo exhibe la colección de arte precolombino del arqueólogo Felipe Orlando con piezas procedentes de México, Perú, Nicaragua, Colombia y Ecuador. Posteriormente, las aportaciones de otros coleccionistas han propiciado la existencia de una de las mejores colecciones de arte precolombino fuera de Hispanoamérica. Además contiene una colección arqueológica con piezas encontradas en el municipio desde el Paleolítico Superior hasta las épocas púnica y romana. El museo se sitúa en Benalmádena Pueblo.[80]

- Castillo de El-Bil-Bil: este edificio de estilo árabe fue construido en la década de los treinta del siglo XX y es obra de Enrique Atencia. Está situado en la avenida de Antonio Machado, en pleno paseo marítimo a orillas del Mediterráneo. En la actualidad es un centro cultural y edificio de usos múltiples.[81]

- Centro de Exposiciones: edificio de arquitectura minimalista construido en ladrillo de influencia mudéjar diseñado por Ángel Cañizares y Raúl Gante. Tiene 600 m² para albergar exposiciones temporales. Está situado en Benalmádena Costa cerca del puerto deportivo de Benalmádena.[82]

- Casa de la Cultura Pablo Ruiz Picasso: el edificio de la Casa de la cultura alberga la Tenencia de Alcaldía de Arroyo de la Miel y es escenario de numerosos actos como exposiciones, certámenes de teatro, carnaval y cine. Todos los jueves se proyectan películas internacionales dentro de las actividades del Cineclub Más Madera. Su mayor atractivo arquitectónico es su patio interior de estilo andaluz.[83]

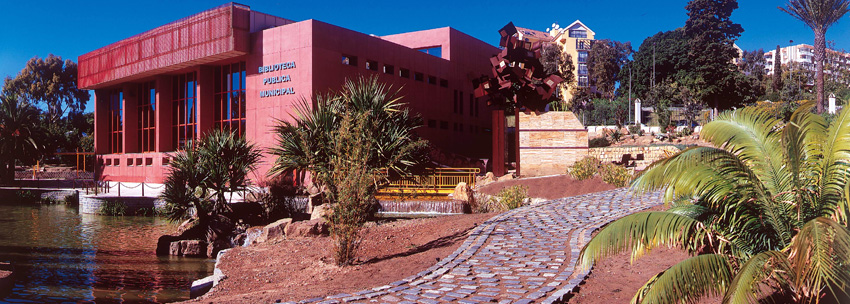
Biblioteca Pública Municipal Arroyo de la Miel

- Auditorio Municipal: es un auditorio descubierto con una capacidad para 1177 personas que alberga espectáculos de teatro, música y danza; principalmente en época estival como el Festival de Verano de Benalmádena o los conciertos musicales durante las fiestas patronales a finales de junio. Está situado entre el recinto ferial de Arroyo de la Miel, el Parque de la Paloma y el Delfinario Selwo Marina, cercano a Benalmádena Costa.[84]

- Biblioteca Pública Municipal Arroyo de la Miel: el edificio de la Biblioteca Municipal es de reciente creación y combina elementos arquitectónicos modernos con una amplia iluminación interior a través de una gran cristalera desde la que se divisa un pequeño lago del Parque de la Paloma. Entre sus fondos de todas las materias se incluye una sección de libros en lenguas extranjeras, una hemeroteca, un servicio informático gratuito y un servicio de préstamo de vídeos, música y discos DVD.[85]

### Fiestas populares
El día del Corpus Christi en Benalmádena Pueblo es tradicional vestir las principales vías con alfombras florales. Se oficia una misa en la Iglesia de Santo Domingo de Guzmán, desde donde parte una procesión por las calles engalanadas de flores donde diversas personalidades del municipio portan hojas de palma. Los niños y niñas que celebran su primera comunión en el mes de mayo también participan en esta comitiva. Un acto similar se realiza por la tarde en Arroyo de la Miel donde se celebra una misa en un altar que se construye para la ocasión a las puertas de la Iglesia de la Inmaculada.

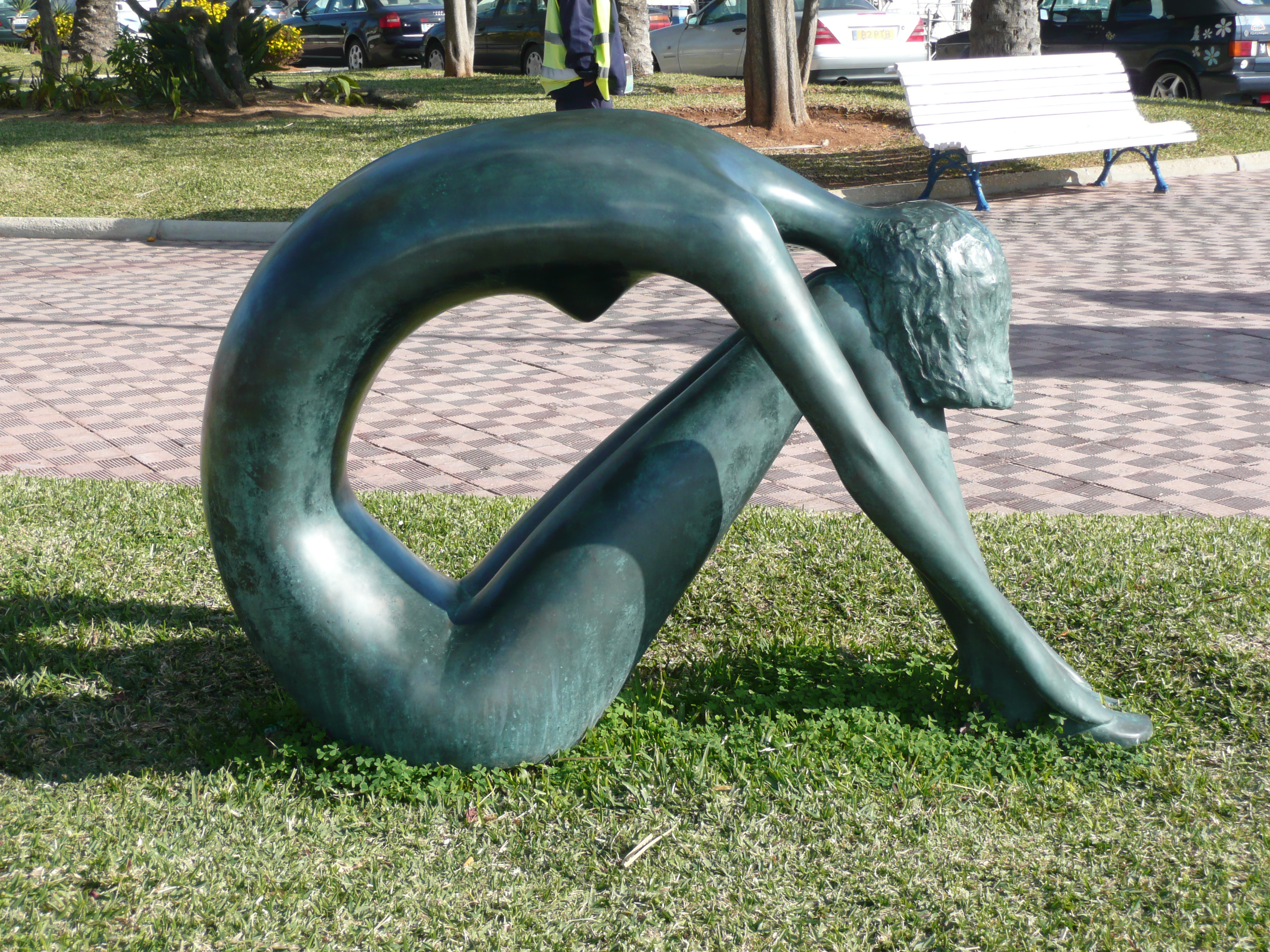
Estatua en bronce en el puerto

En agosto se rinde homenaje a la Virgen de la Cruz con una romería y una feria que se empieza con el desayuno: chocolate y bizcocho, tortas, pasteles... que son donados por diferentes tiendas del pueblo y repartidos por las mujeres de la Peña Virgen de la Cruz. Tras el desayuno hay fiesta para los niños y un poco más tarde se baila y canta y se da comida a todos los asistentes de forma gratuita a cargo de la asociación de comerciantes, de la peña y del propio ayuntamiento. Por la tarde se desarrollan otras actividades como carreras de cinta a moto.
El tercer domingo de junio, se celebra la Romería de San Juan, La Romería sale con sus carretas y caballos engalanados desde el barrio de San Juan de Arroyo de la Miel hasta Benamaina Sur.
El 23 de junio las playas de Benalmádena se llenan de gente para celebrar la noche de San Juan y la feria de Arroyo de la Miel. Grupos de personas se aglomeran en la costa para pasar la noche haciendo hogueras y esperar el amanecer. Junto al castillo de El-Bil-Bil, un gran concierto inaugura las fiestas tras los cohetes que anuncian la media noche. Siguiendo la tradición, Arroyo de la Miel se llena de júas (muñecos de papel y trapos viejos) y se hace un divertido concurso en el que se premia la originalidad y la creatividad.
Con posterioridad a la Noche de San Juan se celebra la noche de San Juan en Arroyo de la Miel, desde el 23 al 29 de junio. Fiestas con mucha diversión, música, baile, actuaciones musicales y eventos populares que atraen un gran número de lugareños y extranjeros. La feria de día tiene lugar en la plaza situada al lado de la estación ferroviaria y la feria de noche tiene lugar en el recinto ferial.
Durante las Fiestas del Carmen, 16 de julio, el puerto deportivo de Benalmádena espera la llegada de la patrona de los marineros. Marineros y seguidores montan a la virgen en una barquilla y salen a la mar para bendecir las aguas. Decenas de barcos, barcas y lanchas la acompañan y con sus pitos anuncian su llegada. La noche acaba con los fuegos artificiales y la salve marinera a cargo de la orquesta que ameniza la fiesta.

### Cine y TV
Películas rodadas en Benalmádena
- El coleccionista de cadáveres (1967), de Santos Alcocer.
- La mujer es un buen negocio (1976), de Valerio Lazarov.
- Torrente 2: misión en Marbella (2001), de Santiago Segura.
- La caja 507 (2002), de Enrique Urbizu.
- Killer Barbys vs. Dracula (2003), de Jesús Franco
- Prime Time (2008), de Luis Calvo.
- De vuelta a Benalmádena (2009), de José Manuel Jerez.
- Toro (película) (2016), de Kike Maíllo.

Series rodadas en Benalmádena
- Toy Boy (2019).
- Brigada Costa del Sol (2019).

### Deporte
Benalmádena cuenta con un puerto deportivo denominado puerto deportivo de Benalmádena Puerto Marina. Fue inaugurado en 1982 y dispone de 1108 puntos de atraque. El puerto alberga el Club Náutico Marítimo de Benalmádena, instalaciones comerciales y el acuario Sea Life Benalmádena. Su original arquitectura le ha otorgado cierto reconocimiento internacional como el de «Mejor Marina del Mundo» en dos ocasiones. El puerto acoge anualmente la Semana Náutica Costa del Sol, competición de vela que consta de varias regatas y que es puntuable tanto para el Campeonato de Andalucía como para el Campeonato de España de Cruceros.
En el municipio se ubica la primera pista permanente de hielo natural cubierta de Andalucía, dentro de las instalaciones del Club de Hielo de Benalmádena, que además tiene piscina cubierta. A estos se suman dos polideportivos municipales situados en Arroyo de la Miel y Benalmádena Pueblo, que cuentan con pistas exteriores de atletismo, fútbol, tenis, minibasket y piscina, así como pabellones cubiertos. También existe una cancha artificial de agua para hockey sobre césped (sede del Club Hockey Benalmádena), dos campos de golf, un club de raqueta y un skate park entre otras instalaciones.
Por otra parte se encuentra el estadio de fútbol Francisco Alarcón "Isco" estadio del club del municipio Atlético Benamiel Club de Fútbol y denominado así por el actual jugador del Real Betis Balompié, y nacido en Arroyo de la Miel Francisco Román Alarcón Suárez.
Fuera de las instalaciones tiene lugar la Fiesta de la bicicleta, evento lúdico y deportivo que se desarrolla anualmente. La fiesta no tiene carácter competitivo y en ella se premian los disfraces exhibidos por los ciclistas y la decoración de los vehículos. La fiesta concluye con sorteos de bicicletas y otros premios a los ganadores. Se celebra a finales de abril.
Además, otro de los eventos anuales es la tradicional Carrera del Pavo, celebrándose la 37.ª edición en 2019. Consiste en un evento competitivo de unos 4,5 km, con sorteos y regalos entre todos los asistentes, que se celebra a mediados de diciembre.

## Ciudades hermanadas
- Finale Ligure, Italia: por ser el lugar de nacimiento de Félix Solesio, que estableció el primer asentamiento urbano en torno a unas instalaciones agropecuarias dando origen a Arroyo de la Miel.[92]
- Nuevitas, Cuba.[93]
- Dongying, China.[94]
- Alhaurin de la Torre, España.